# Grotte Chauvet 2 - Ardèche
La Grotte Chauvet 2 - Ardèche (nommée Caverne du Pont-d'Arc jusqu'en 2019) est une réplique de la grotte Chauvet. Sa construction a débuté en octobre 2012 et elle a été ouverte au public en 2015.

## Historique

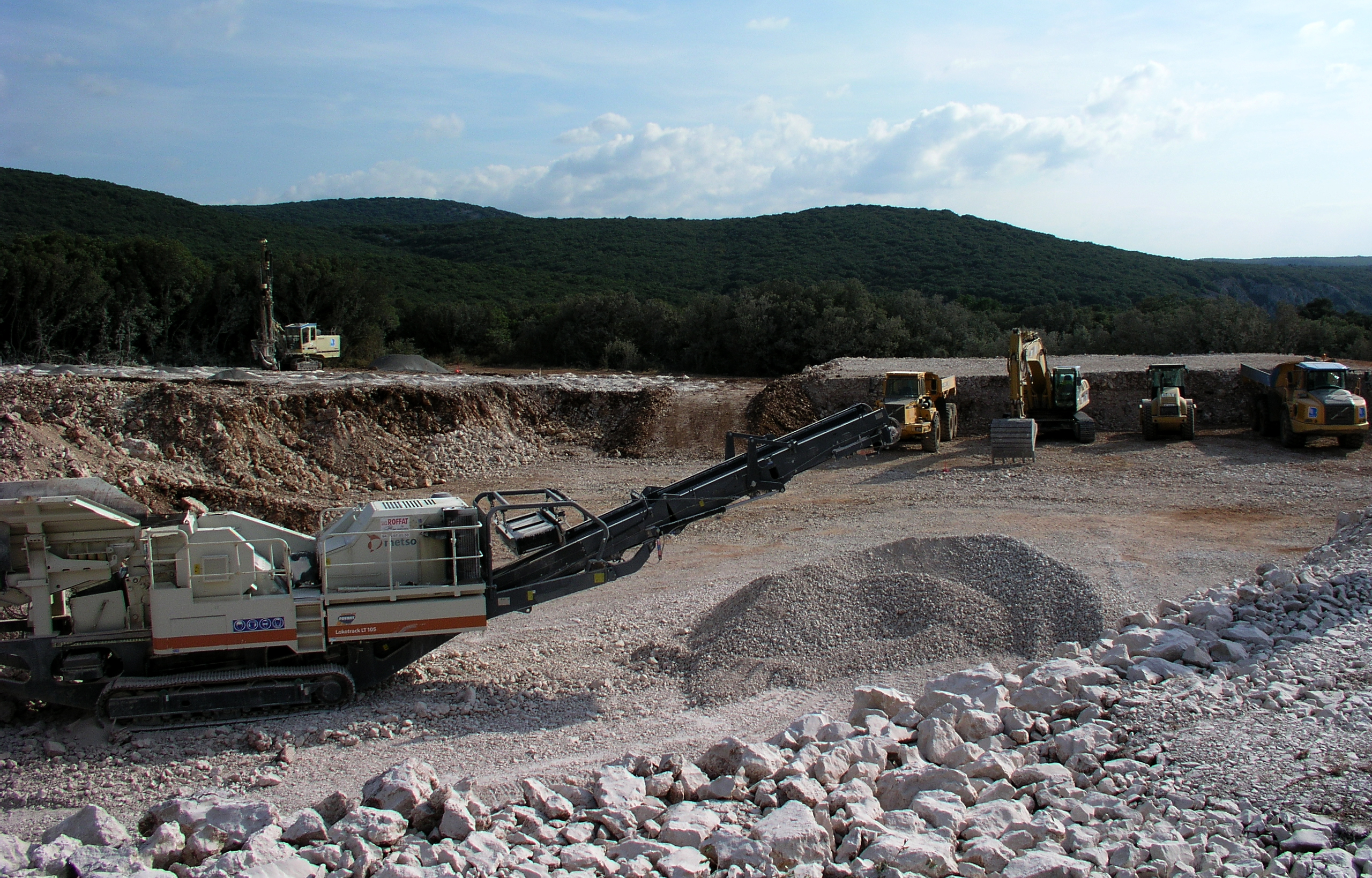
Le site du Razal pendant la construction de la grotte Chauvet 2 (21 septembre 2012).

Deux projets de restitution de la grotte échouent successivement à la fin des années 1990 et au début des années 2000, essentiellement en raison des obstacles administratifs et financiers.
Pascal Terrasse, président du conseil général de l'Ardèche en 2006 et spéléologue passionné, relance le projet et met en place en 2007, un syndicat mixte, le SMERGC (Syndicat mixte Espace de restitution de la Grotte Chauvet). La région Rhône-Alpes et le conseil général de l'Ardèche avec l'appui de l'État et de l'Europe décident en 2010 de la création d'un espace de restitution de la grotte. Le SMERGC est chargé de sa mise en œuvre sur le site de Razal, dix hectares d'une forêt de chênes qui coiffe une colline. Le projet architectural est conçu par le cabinet Fabre/Speller et la maîtrise d'œuvre de la réplique est confiée à la société parisienne Scène. La construction de l'espace de restitution débute à partir d'octobre 2012 sur le site du Razal à Vallon-Pont-d'Arc. 
Les trois inventeurs de la grotte déposent deux marques (« grotte Chauvet » et « grotte Chauvet-Pont d’Arc ») le 8 juin 1998, mais oublient de les renouveler, ce qui entraîne une bataille judiciaire lorsque le syndicat mixte dépose ces deux noms le 9 février 2009 et le 22 juillet 2012. Ce même syndicat, en juillet 2013, dépose le nom « espace de restitution de la grotte Chauvet » pour la réplique, mais le tribunal de grande instance de Paris juge le 5 juillet 2013 que le syndicat a déposé frauduleusement les marques, lui reprochant notamment de n’avoir pas averti les découvreurs de leur oubli par rapport au renouvellement du dépôt des marques. 
Ayant initialement songé au nom de « grotte Chauvet II », le syndicat opte finalement pour le nom de « Caverne du Pont-d'Arc ». Selon un protocole d’accord, signé le 15 février 2000, l’État s’engage à veiller « à ce que les inventeurs soient convenablement associés à la valorisation du site et en particulier au futur espace de restitution ». Aussi, une somme forfaitaire d'1 M€ leur est proposée, mais les inventeurs négocient 3 % sur chaque ticket d'entrée, et ce, pendant vingt-cinq ans, ce qui équivaut à une somme de 22 M€.
Baptisé en janvier 2014 « Caverne du Pont-d'Arc », ce site culturel et touristique est inauguré le 10 avril 2015 en présence du président de la République François Hollande ; il ouvre ses portes au public le 25 avril 2015.
Un comité scientifique international de 15 personnalités présidé par Jean Clottes délègue trois membres de l'équipe scientifique qui étudie la grotte depuis 1998 (le paléontologue Jean-Michel Geneste, le géomorphologue Jean-Jacques Delannoy et l'archéozoologue Philippe Fosse) afin de valider toutes les étapes de création.
En 2015, la Caverne du pont d'Arc a accueilli 485 000 visiteurs. Elle reçoit le prix spécial du jury Historia 2015.
En 2016, ce sont plus de 500 000 visiteurs qui sont venus admirer le site.
D'avril 2015 à avril 2016, la caverne a enregistré 600 000 entrées.
Un peu plus d'un an après son ouverture, la Caverne accueille une arrivée du Tour de France le 15 juillet 2016, un contre-la-montre de 37,5 km partant de Bourg-Saint-Andéol.
En février 2017, la Caverne accueille son millionième visiteur.
En février 2019, la Caverne du Pont-d'Arc change de nom pour devenir la Grotte Chauvet 2 - Ardèche, à la suite de la résolution du litige entre les découvreurs de la grotte et le SMERGC.

## Conception et réalisation

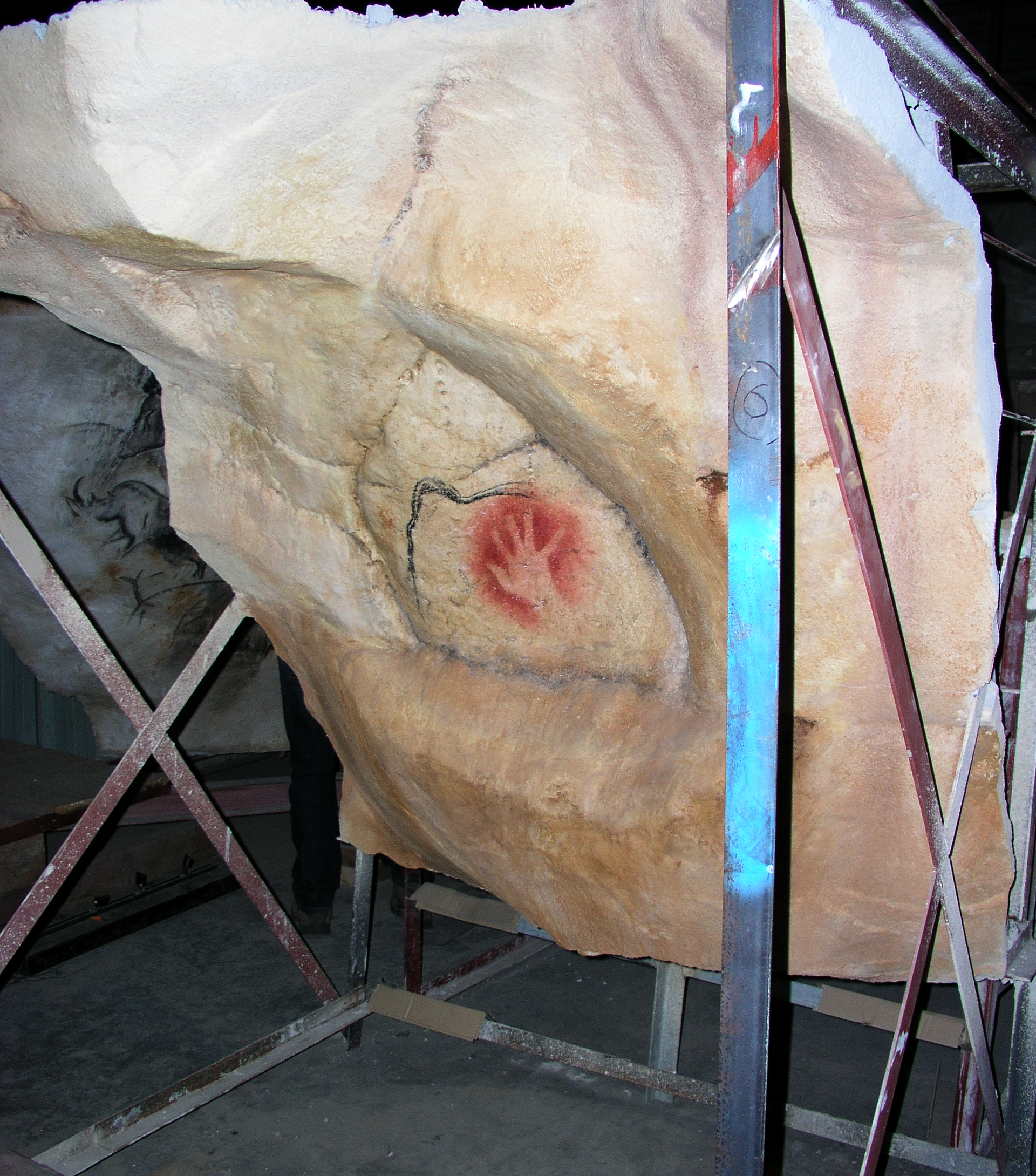
Panneau en cours de réalisation.

En 2012, en réponse à un appel d'offres de marché public, un groupement d'entreprises (représentée par SOCRA-Campenon Bernard Régions du groupe Vinci Construction France) est choisi pour coordonner l'ensemble des travaux de réplique des 3 000 m2 des sols, et des 8 000 m2 de voûtes et de parois dans toute leur diversité géomorphologique. À partir de cages métalliques suspendues à la charpente (150 km d'armatures de tiges en métal façonnées à la main soudées pour former des grilles imitant les formes de la roche) sont couvertes de projection de béton précontraint Freyssinet. Sur cette couche d'accroche, des sculpteurs modèlent avec des mortiers spéciaux les surfaces et les textures qui sont ensuite patinées. Puis est intégré l'ensemble des spéléothèmes (massifs de concrétions) et les panneaux pariétaux en résine.
Les fac-similés des peintures rupestres sont effectués en partie (140 m2 sur 240) par l'entreprise « Arc et Os » de Montignac, en Dordogne, dont le patron, Alain Dalis, se dit « disciple de Monique Peytral, l'artiste qui a réalisé Lascaux 2 »,. Les autres panneaux peints sont réalisés par « Déco Diffusion » à Toulouse et Gilles Tosello, artiste plasticien et préhistorien qui reproduit la fresque des lions de la grotte Chauvet. Les artistes travaillent comme leurs lointains ancêtres avec des pigments et des fusains de charbons de bois.

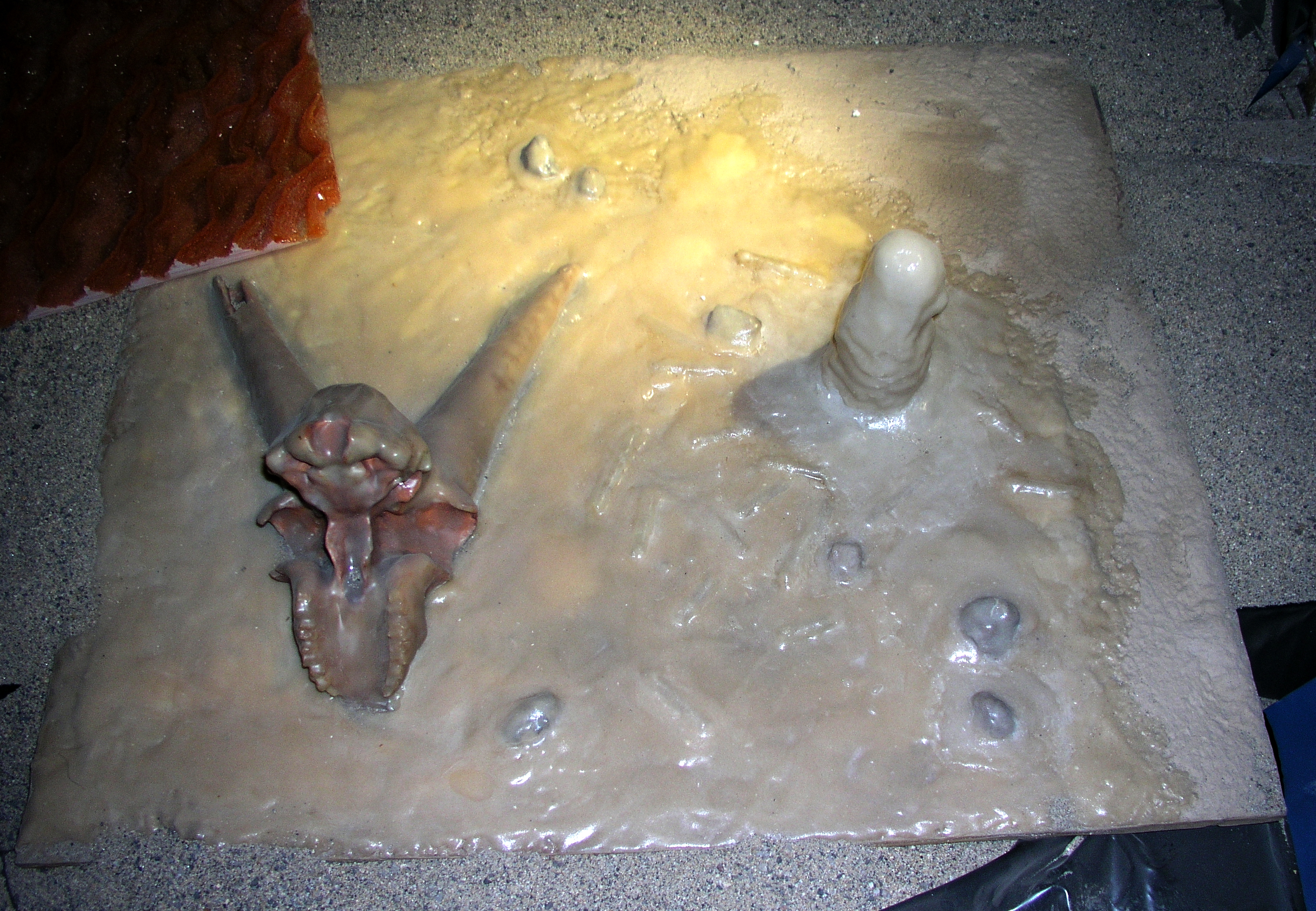
Échantillon de sol.

Les pouvoirs publics ont réalisé une enquête pour estimer les retombées économiques : le site culturel devrait générer 60 à 70 emplois directs en saison, 300 à 500 emplois indirects sont attendus notamment dans les filières agro-alimentaire et hôtelière, la région y voyant un enjeu social de désaisonnalisation. « 1 euro consommé dans l'espace de restitution a un effet de 7 euros sur le territoire et l'on compte sur 42 millions d'euros de retombées économiques directement » selon le patron du SMERGC.

## Description
La création de la Grotte Chauvet 2 est un projet à la fois culturel, scientifique et technologique, unique dans sa conception comme dans sa dimension (3 500 m2 au sol et 8 180 m2 de faciès géologique – sols + parois + plafonds) qui en fait la plus grande réplique de grotte ornée au monde. 
Six mille photos numériques prises selon la technique de l’anamorphose ont servi à réaliser le fac-similé qui présente une forme compactée de la grotte Chauvet dans laquelle l'ensemble des peintures et gravures, mais également les éléments géologiques (sols, concrétions, voûtes jusque dans ses détails : vermiculations, pendants de voûte) et les vestiges archéologiques (ossements, foyers, empreintes...) majeurs de la cavité originale sont restitués à l'échelle 1 par des artistes et sculpteurs. Des parties de 30 à 40 mètres où il y a peu à voir ont été supprimées, si bien que seuls 3 000 m2 des 8 500 de la grotte originale sont répliqués, évitant ainsi que le budget des travaux soit doublé.
L'ambition est de réaliser une imitation de grotte aussi vraisemblable que possible où l'on retrouve les caractéristiques du milieu souterrain dont la fraîcheur, l'humidité et l'obscurité. Dès le début du projet, le choix scénographique a été que la « réplique des dessins devait avant tout traduire l'esprit des originaux, sacrifiant un peu de l'exactitude au profit de la dynamique et du souffle qui anime les figures noires de lions, de rhinocéros ou de chevaux. Tenter de faire passer au visiteur une part d'émotion ». 
L'espace de restitution qui a représenté un investissement de 55 millions d'euros est géré par un délégataire, Kléber Rossillon (société spécialisée dans la gestion de sites culturels et touristiques) qui prévoit une fréquentation annuelle de 300 à 400 000 visiteurs. L'espace comprend le fac-similé de la grotte originale, un centre de découverte où il est possible de se familiariser avec le Paléolithique, sa faune, sa flore, son paléoclimat, ses paysages et l'humanité d'il y a 35 000 ans grâce à un pôle pédagogique et un espace d'exposition temporaire, complétés par un restaurant et une boutique. 
La disposition des cinq pôles (la Caverne, la Galerie des Aurignaciens, le pôle pédagogique, l’espace événementiel et le pôle restauration) sur une dizaine d’hectares est réalisée de manière à former vue du ciel l’empreinte de patte d'ours des cavernes, mammifère ayant beaucoup fréquenté la grotte Chauvet. Les bâtiments de plain-pied pour ne pas dépasser la cime des arbres s’immergent dans la nature environnante.

## La caverne, fac-similé de la grotte Chauvet
La réalisation du fac-similé de la grotte Chauvet répond pleinement à la mission de diffusion de la culture dans le cadre du classement au Patrimoine mondial attribué par l'Unesco, 39e titre attribué en France. La progression se fait sur une passerelle et le visiteur découvre, dans le même ordre que dans la grotte Chauvet, les principaux éléments depuis l’entrée jusqu’au fond. Sur les représentations, les artistes ont travaillé à reproduire les gestes, afin de garder la dynamique des traits, le résultat étant soumis à la validation du comité scientifique du projet. Il a fallu retrouver l’ordre exact de chaque trait dans la construction artistique des Aurignaciens. Des géologues ont défini la géologie des structures à réaliser, des architectes ont défini l’assemblage des tiges métalliques, le grillage, puis la projection du voile de béton reproduisant les surfaces, que des sculpteurs ont finalement mises en forme. Des paléontologues ont reproduit les ossements et les crânes d’ours par moulage. Les structures d’écoulement de l’eau sur les sols sont reproduites par moulage silicone. Une équipe de cinq cents spécialistes s'est mobilisée sur le projet, avec passion. Même la température et l’acoustique de la grotte sont respectées. L’humidité est absente, mais l’aspect mouillé, imité de façon fidèle, donne l’impression que de l’eau va se mettre à couler. Enfin, le travail d'éclairage met en valeur chaque détail de la réalisation.

### Géologie dans la caverne
La grande structure de stalagmites vers l’entrée, mesure 5 m de haut. Des fistuleuses ont été restituées, ainsi qu’une grande draperie. Les effondrements ont été respectés. L’écoulement sur le sol (gours) produit des structures de calcite très caractéristiques, qui ont été reproduites par des moulages en silicone. Dans la grotte, en temps de pluie, de l’eau coulait du renfoncement à la base du panneau des chevaux : on en voit la trace dans la caverne (photo 19). Tel avant-train d’animal manque, car il a été recouvert par la calcite. Le plus souvent, le dépôt de calcite sur les œuvres a été très fin et il a favorablement protégé peintures et gravures. On dirait que telle gravure au doigt (un cheval) vient juste d’être faite, alors que le matériau, très tendre, est d’une extrême fragilité (vrai sur l'original autant que sur la copie).

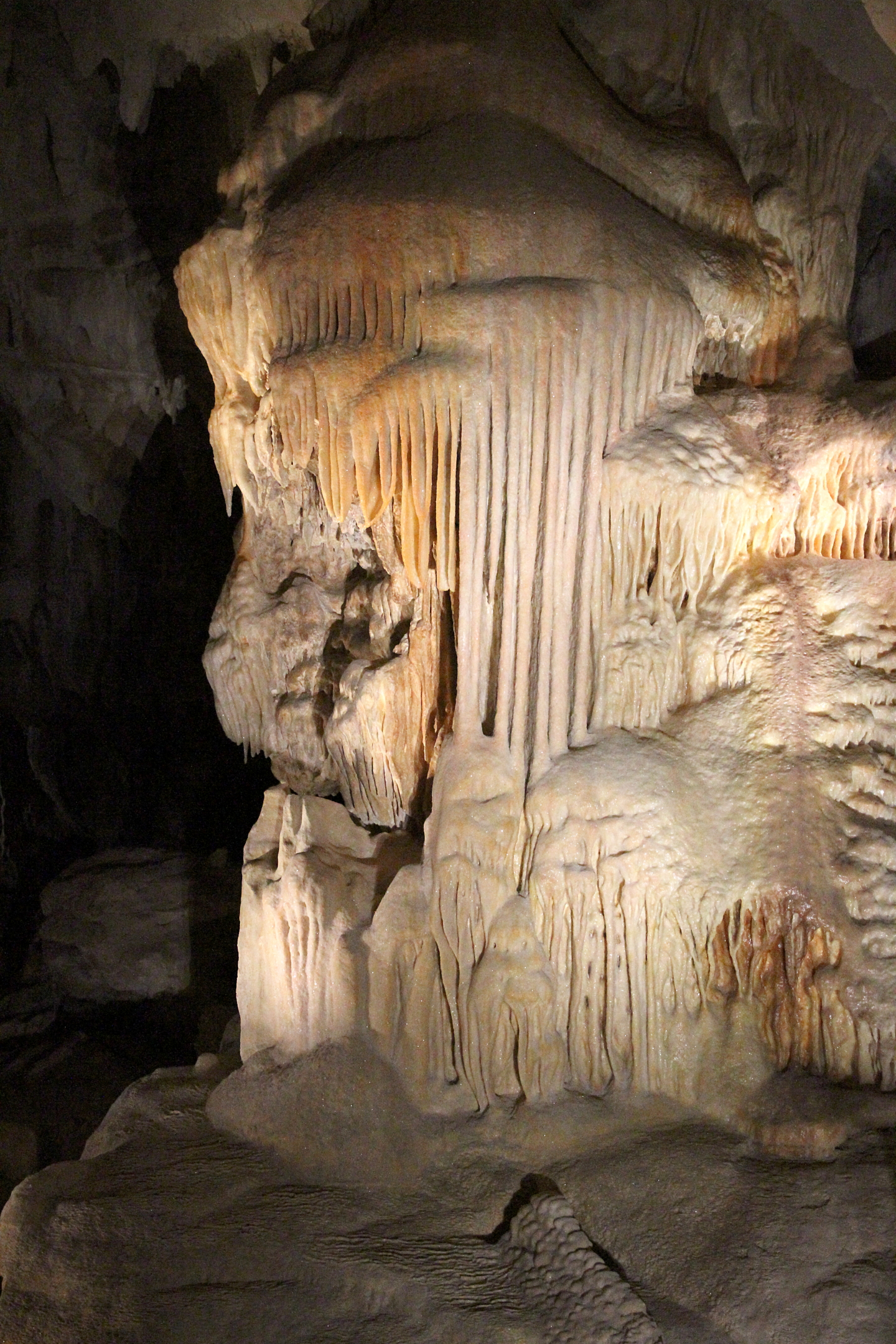
01 : Grand pilier de stalactites.
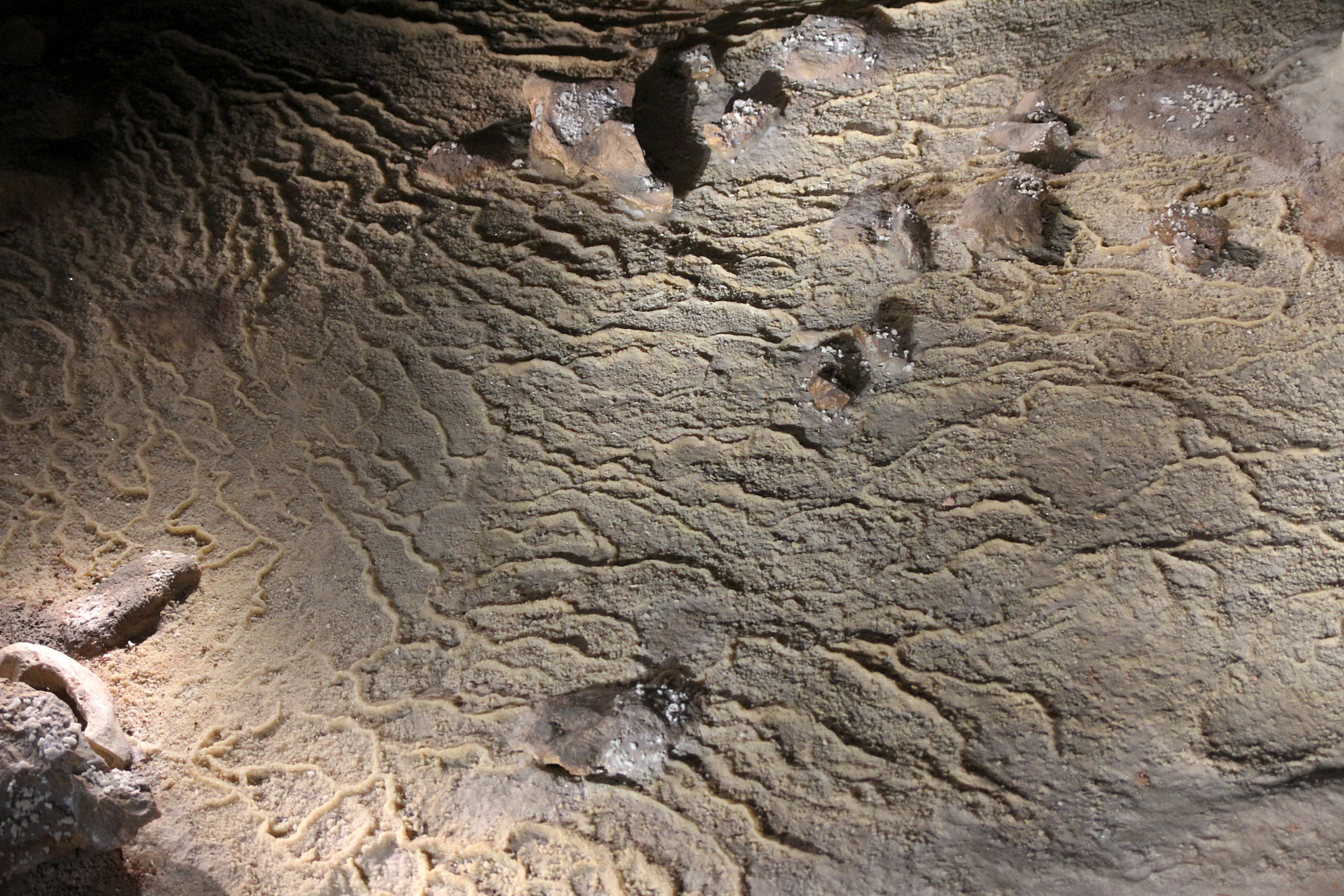
02 : Le ruissellement d’eau sur le sol dépose, partout en relief depuis la gauche, des crêtes de calcite (gour).
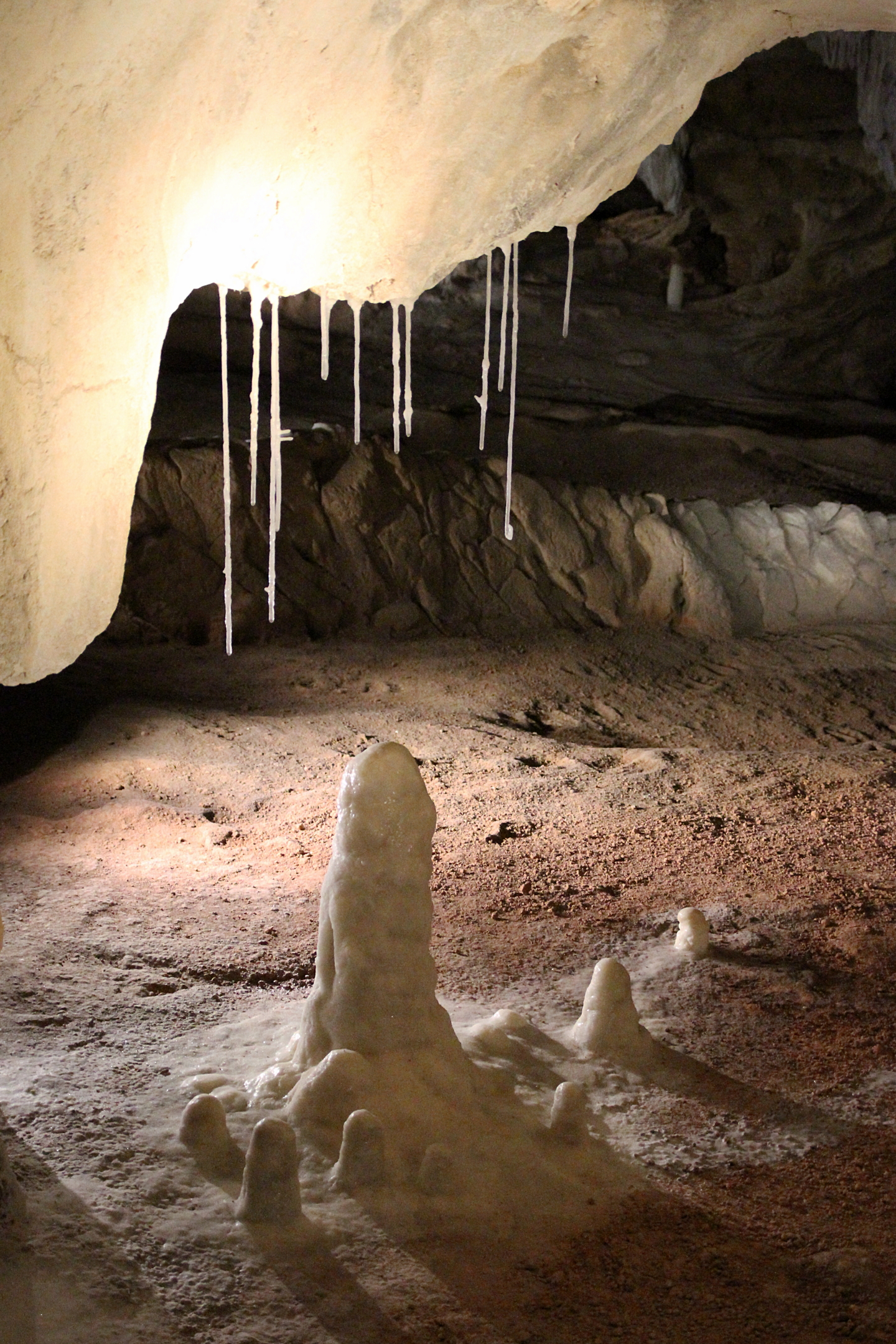
03 : Fistuleuses.

### Paléontologie dans la caverne
On note de nombreux ossements de toutes sortes et principalement, un peu partout sur le sol, ceux des ours. Les ours ont longtemps occupé les lieux, on remarque de nombreux crânes d’ours, des bauges, des traces de pattes. 
Les animaux peints nous renseignent, souvent de façon précise, sur la morphologie des espèces aurignaciennes (lion des cavernes, rhinocéros laineux, mammouth, renne, cerf, sans oublier le cheval sauvage de l’époque). On apprend ainsi que, chez le lion des cavernes, le mâle ne portait pas de crinière. Les œuvres montrent une observation très fine d’animaux redoutables, certainement observés de près, et dont nous découvrons ainsi le comportement.

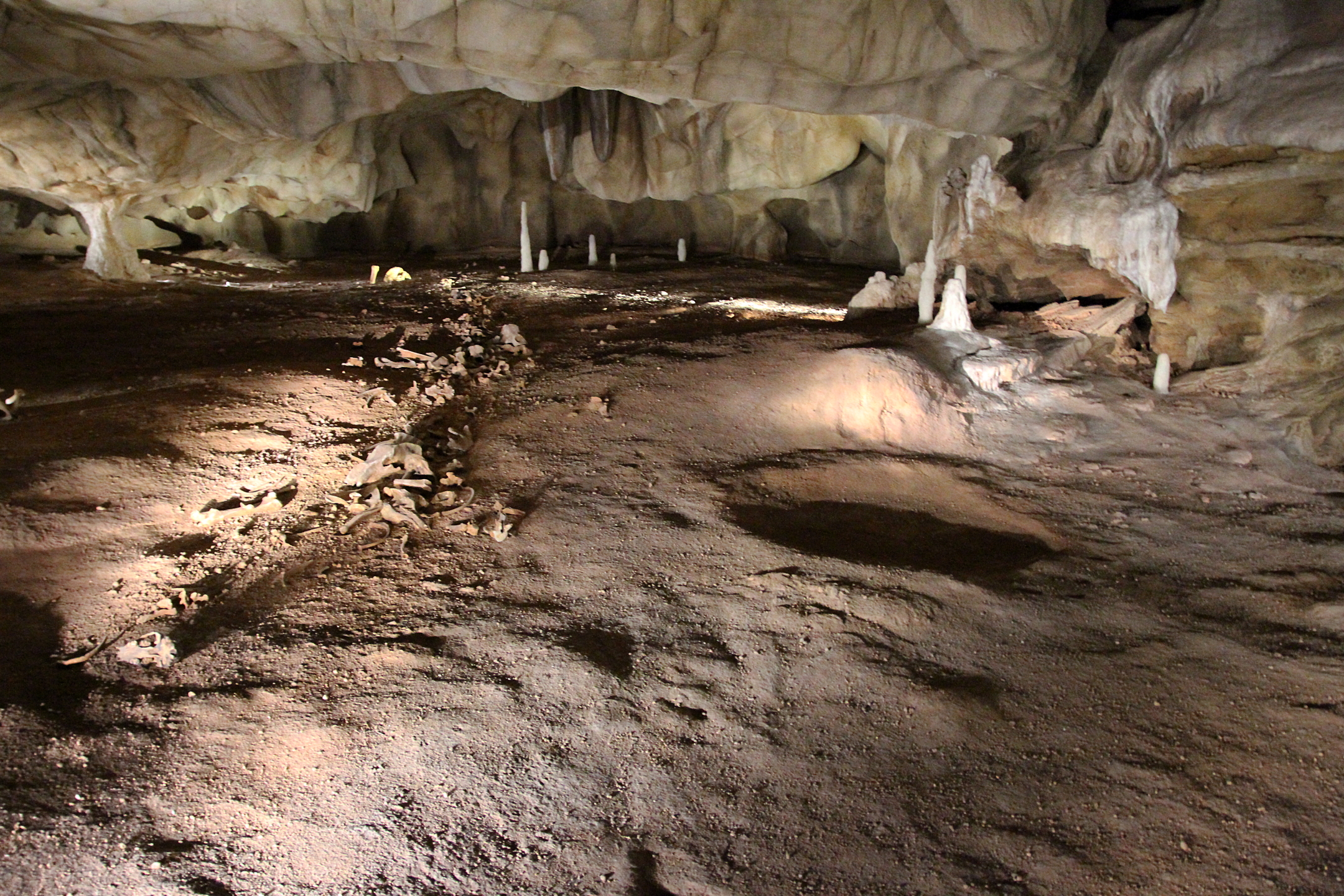
04 : Ossements et bauge d’ours.
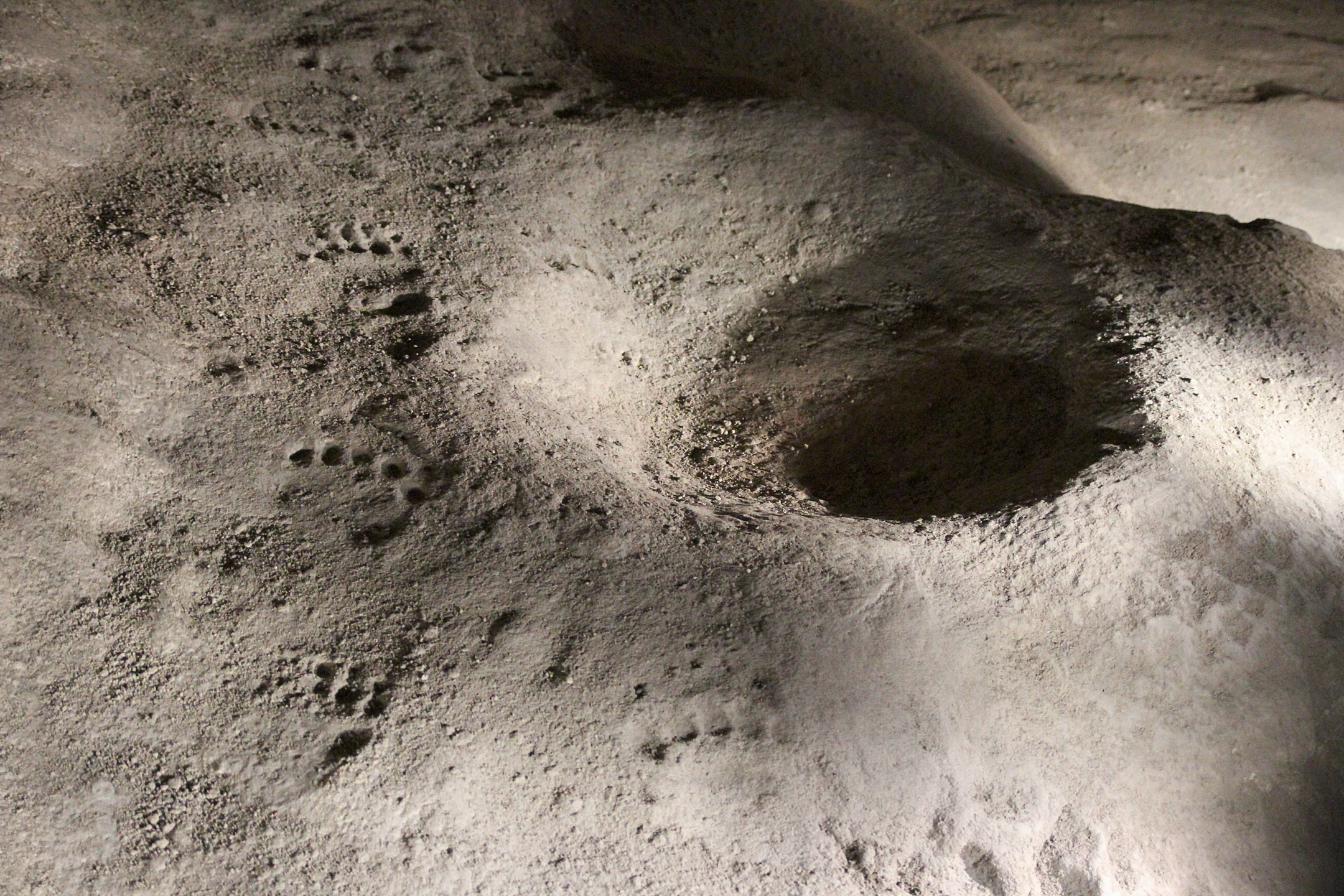
05 : Empreintes d’ours et bauge.

### Anthropologie dans la caverne
L’art pariétal garde des traces plus personnelles des auteurs, tel l’homme au petit doigt tordu que l’on retrouve à plusieurs endroits dans la grotte. La belle main négative, fine et petite, est celle d’une femme ou d’un adolescent. 
À la présence de l’art pariétal s’ajoutent plusieurs traces des gestes de l’homme. De grands os ont été plantés verticalement dans le sol. Des blocs rocheux ont été rassemblés en un cairn indicateur près d’un embranchement de galeries. Avec délicatesse, un crâne d’ours a été déposé sur un grand bloc à surfaces planes, action d’autant plus remarquable qu’une vingtaine de crânes d’ours entourent le bloc, sans qu’on puisse toutefois dire s’ils sont là naturellement ou s’ils ont été amenés intentionnellement. Il faudrait, pour trancher, procéder à des fouilles dans la grotte Chauvet, mais il a été décidé dès le départ qu'aucune fouille n'aurait lieu (toute fouille détruit son objet d'étude). Un enfant d’une dizaine d’années (ou une femme) a laissé l’empreinte de son pied, à l’époque des Gravettiens, longtemps après la réalisation artistique des Aurignaciens. On note enfin des mouchages de torche, qui nous donnent opportunément, au carbone 14, les dates précises des visites. Les dessins au charbon de bois nous donnent, de même, les dates précises des réalisations. Les animaux représentés ne sont pas consommés, leur représentation n’a pas de fonction utilitaire. Les signes restent énigmatiques. Le signe en oméga, que l'on trouve dans plusieurs grottes, pourrait renvoyer aux défenses de mammouth vues de face, mais ce n'est qu'une hypothèse. Les triangles pubiens, avec la vulve marquée d'un trait au silex, renvoient certainement à la fécondité (photo 29). Aucun humain n'est ici représenté entier en tant que tel, et les représentations dans d'autres grottes sont allusives (par rapport au réalisme des animaux) et plus tardives.

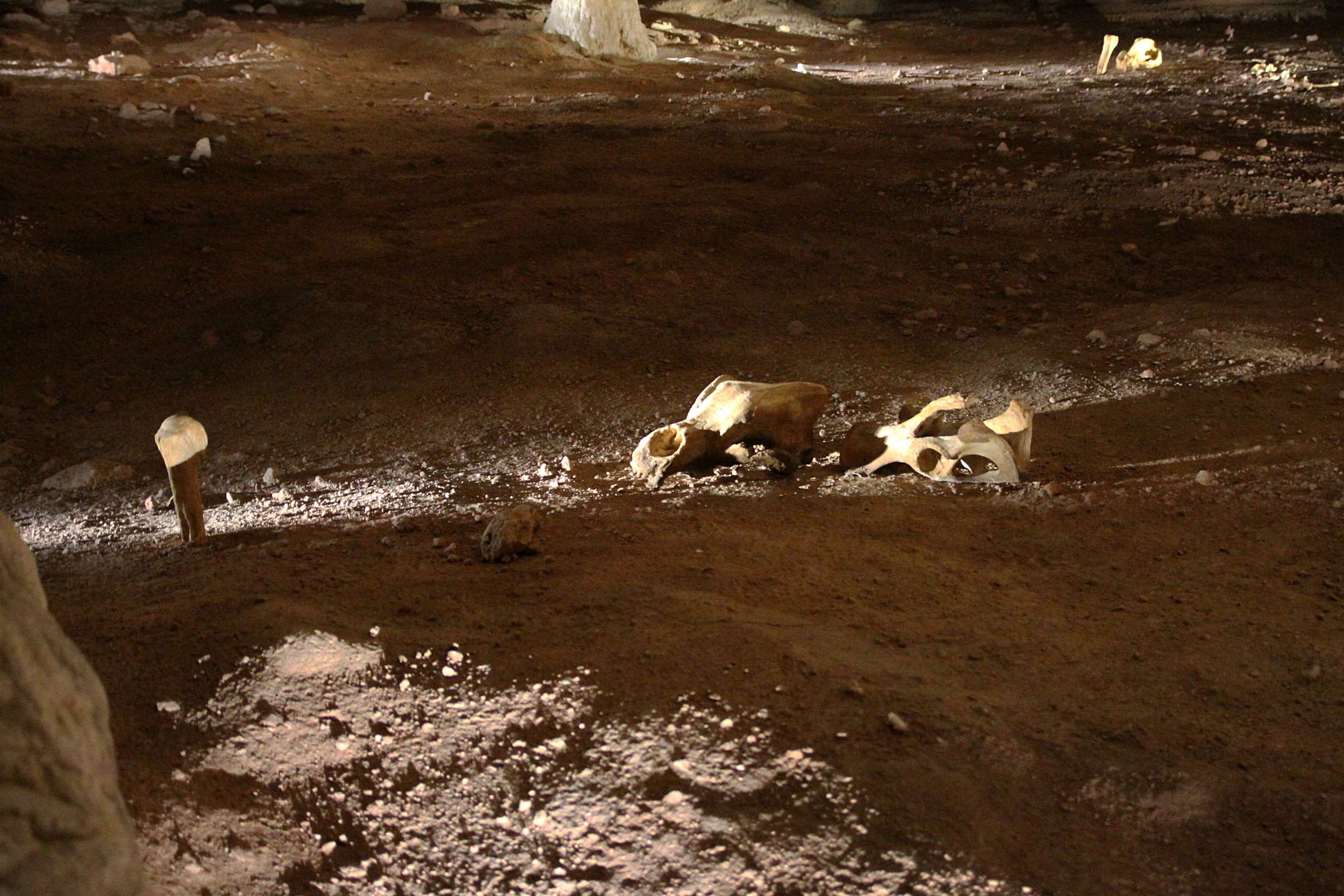
06 : Crânes d’ours, un os planté verticalement dans le sol.
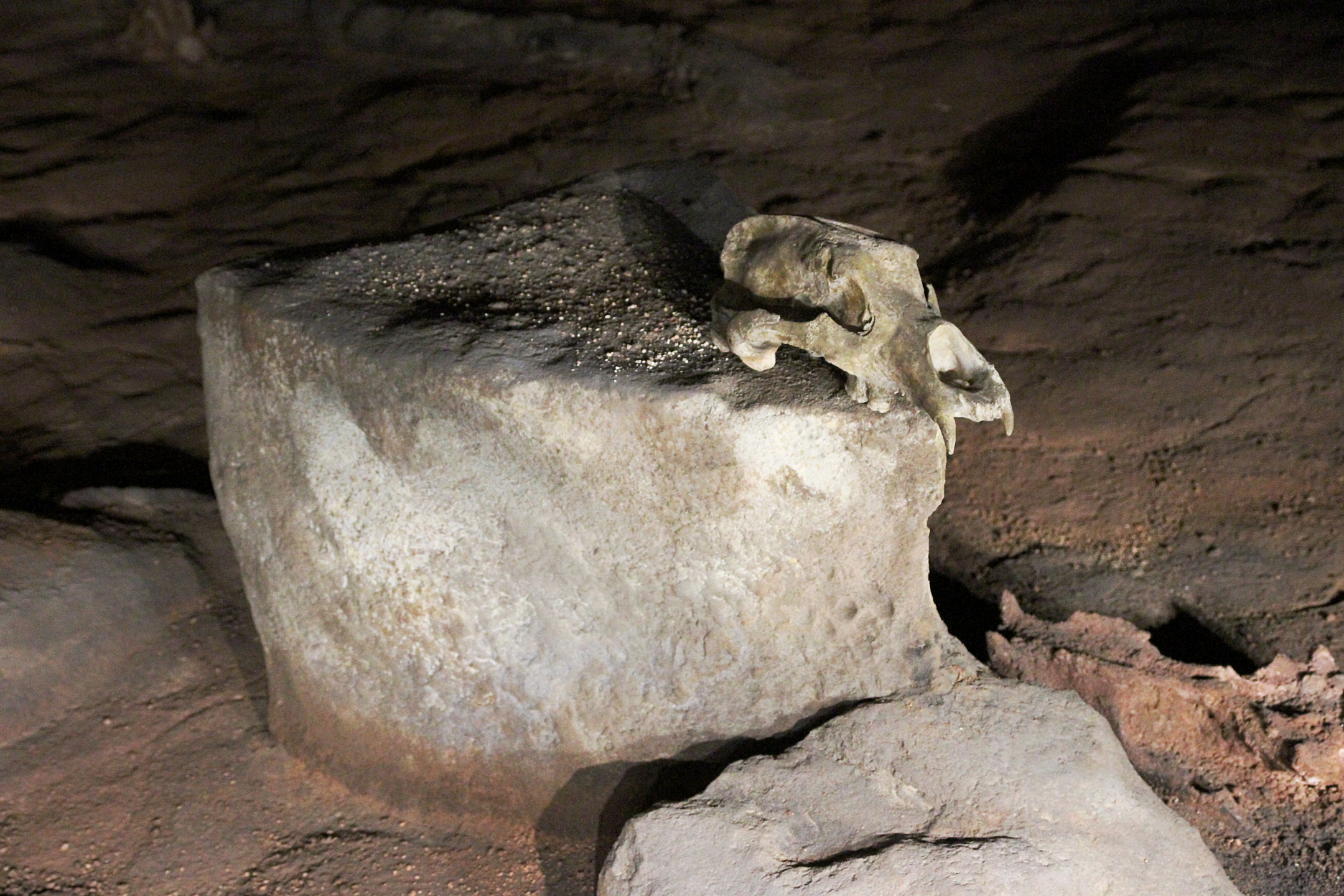
07 : Crâne d’ours soigneusement posé.
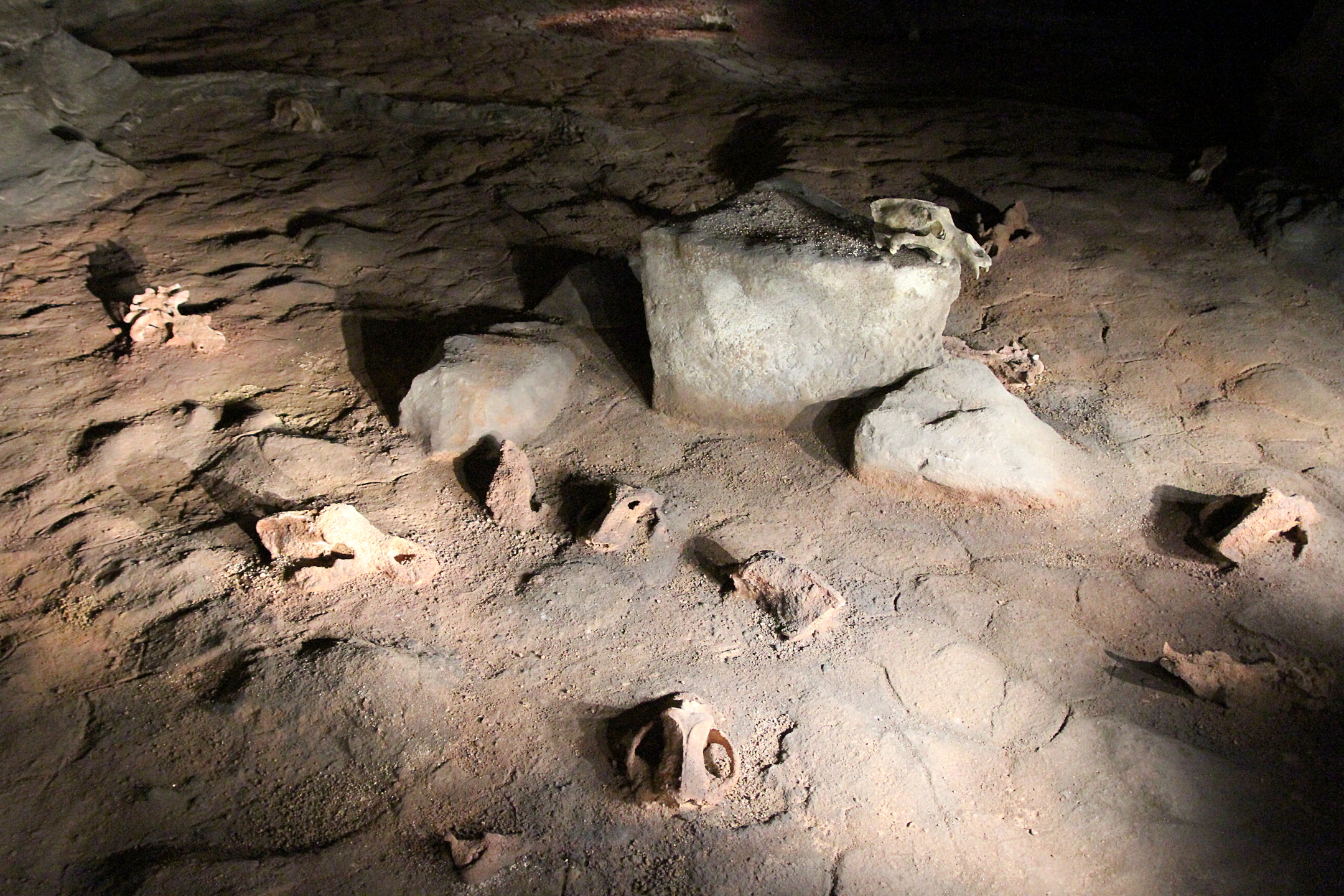
08 : Crânes d’ours dont l'un est soigneusement posé.
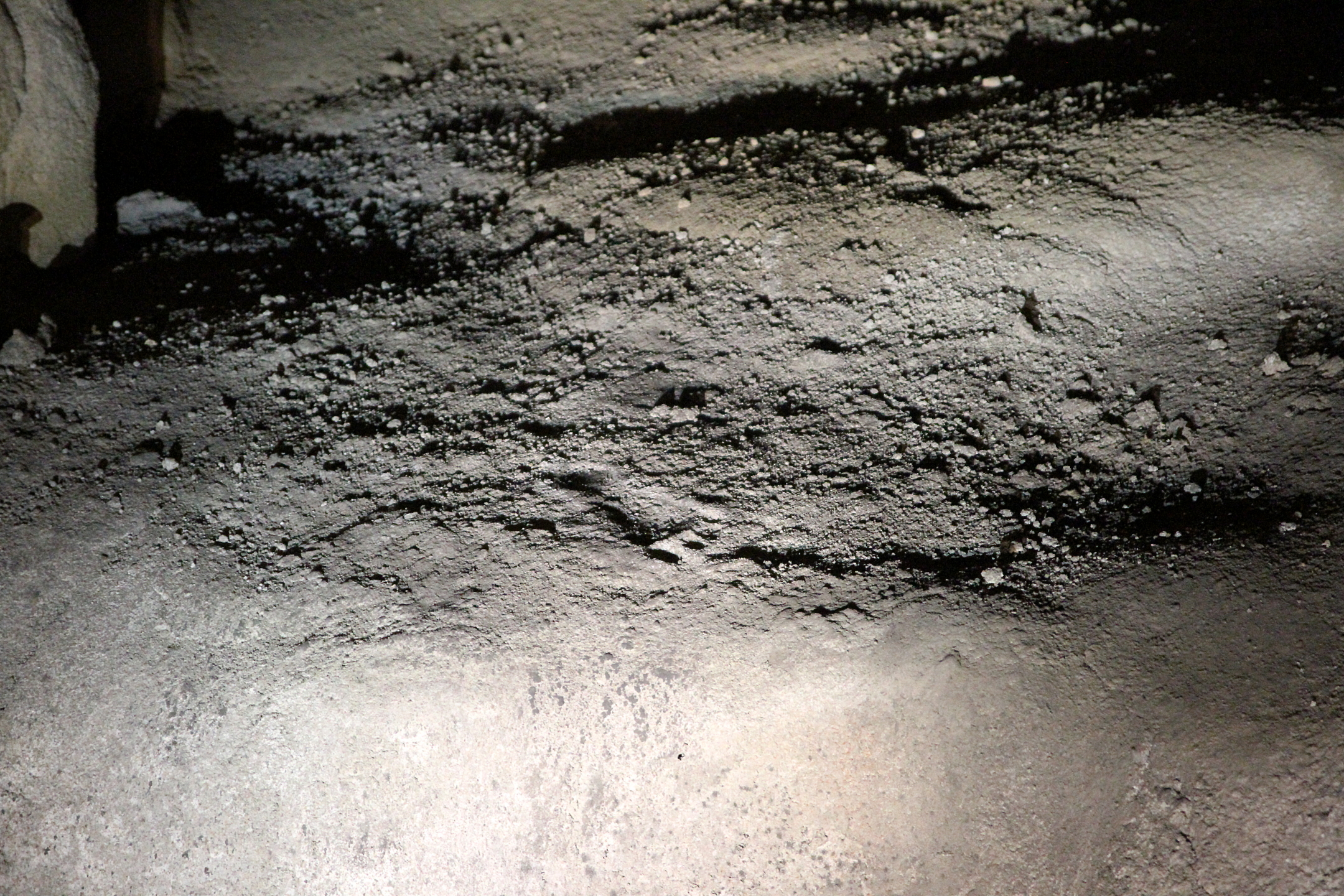
09 : Empreinte d'un pied d'enfant ou de femme.

### Ponctuations et dessins rouge (première partie de la caverne)
Le pigment utilisé dans les dessins est de l’hématite, avec parfois des utilisations de l’estompe. Celui de la main négative a été particulièrement bien soufflée.

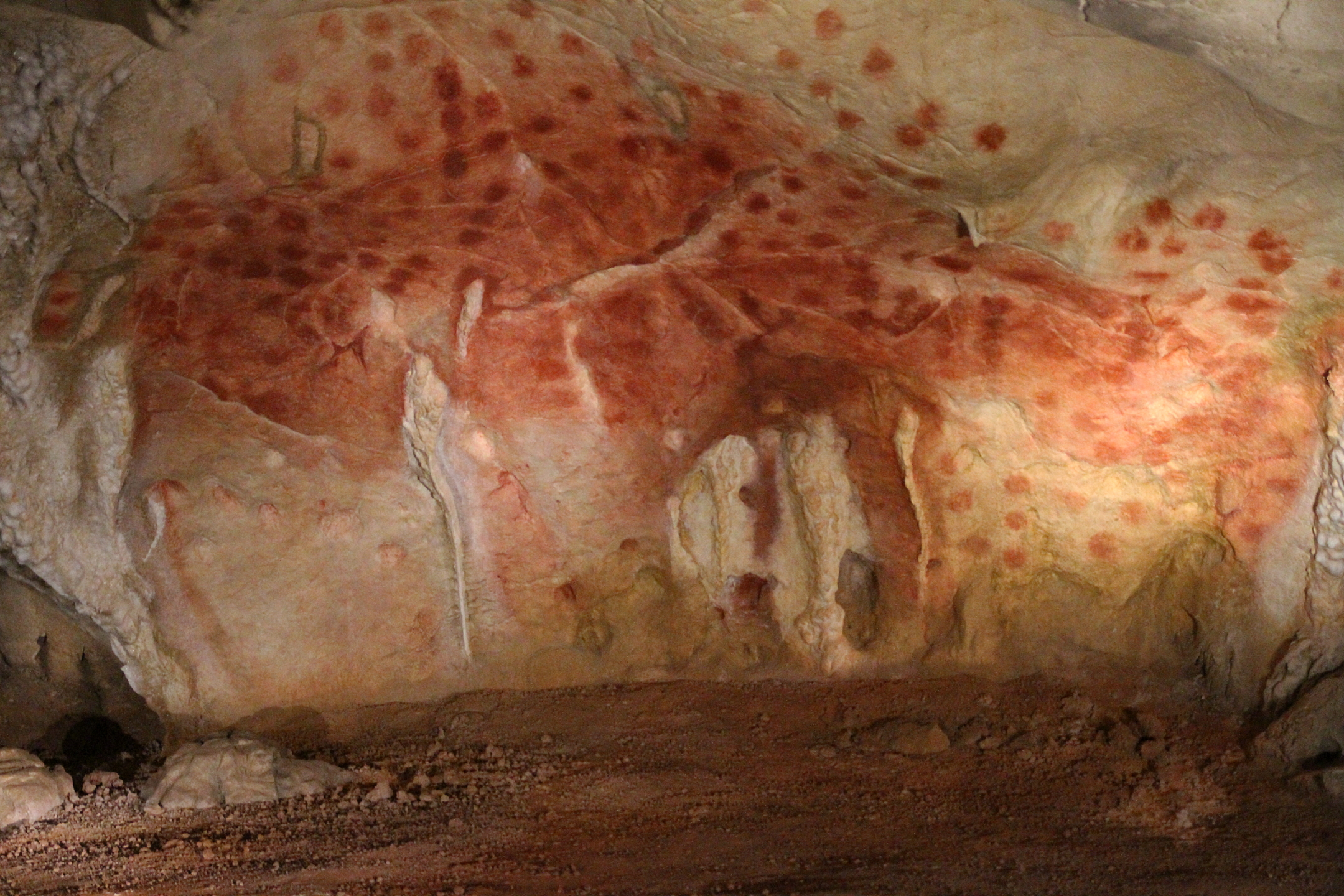
10 : Points rouges.
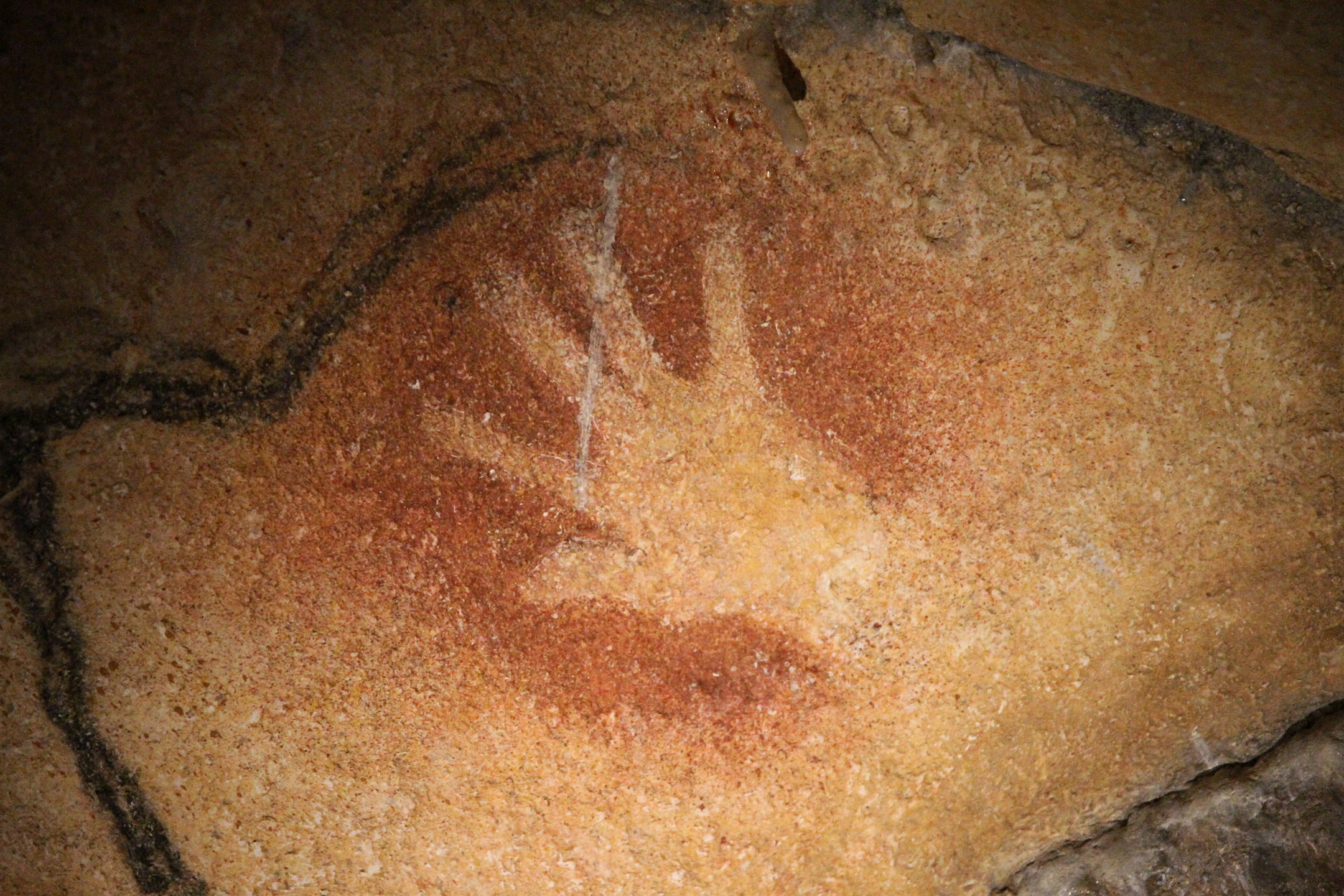
11 : Main négative (fine et petite, probablement une femme).
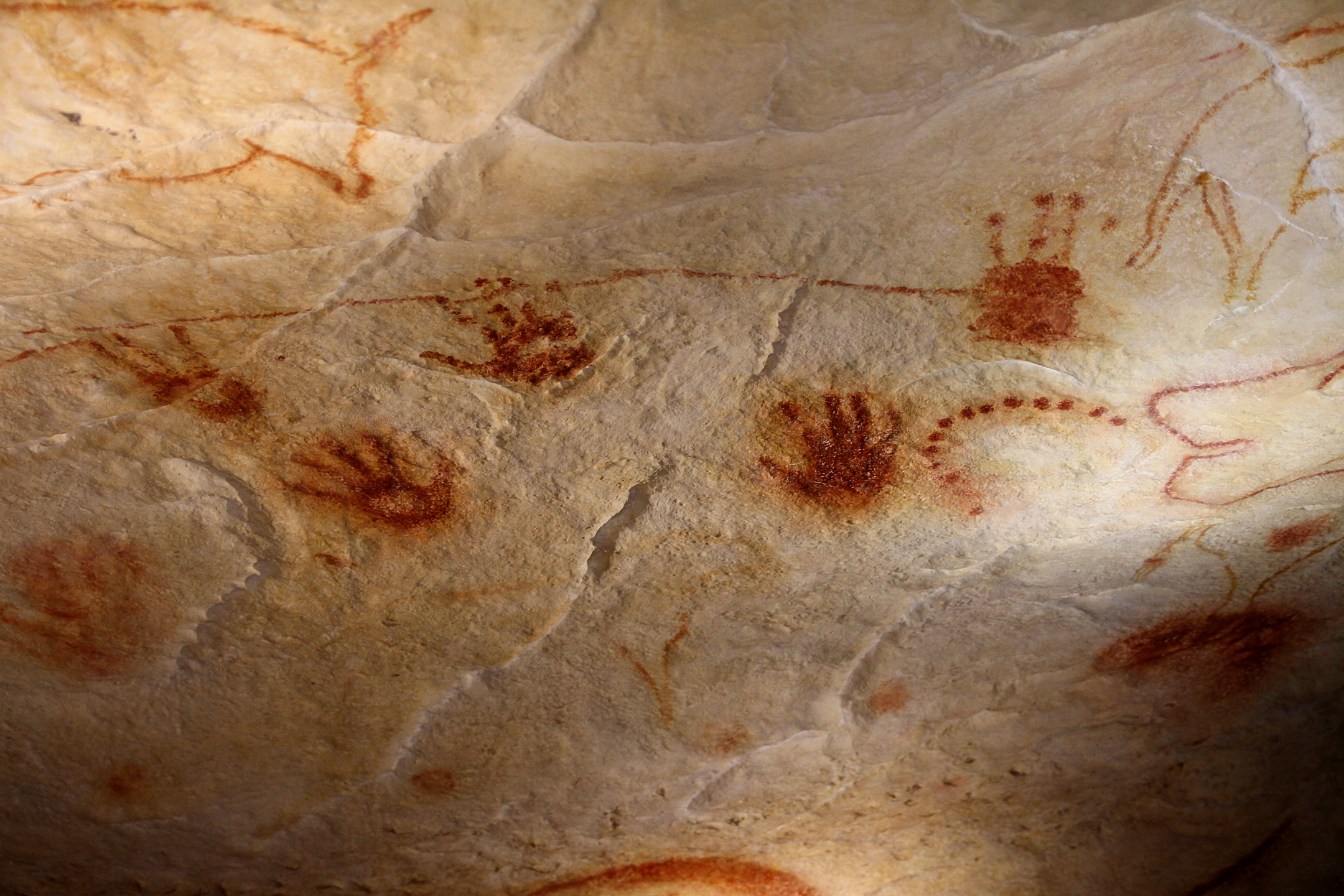
12 : Mains positives (un petit doigt tordu), signe énigmatique.
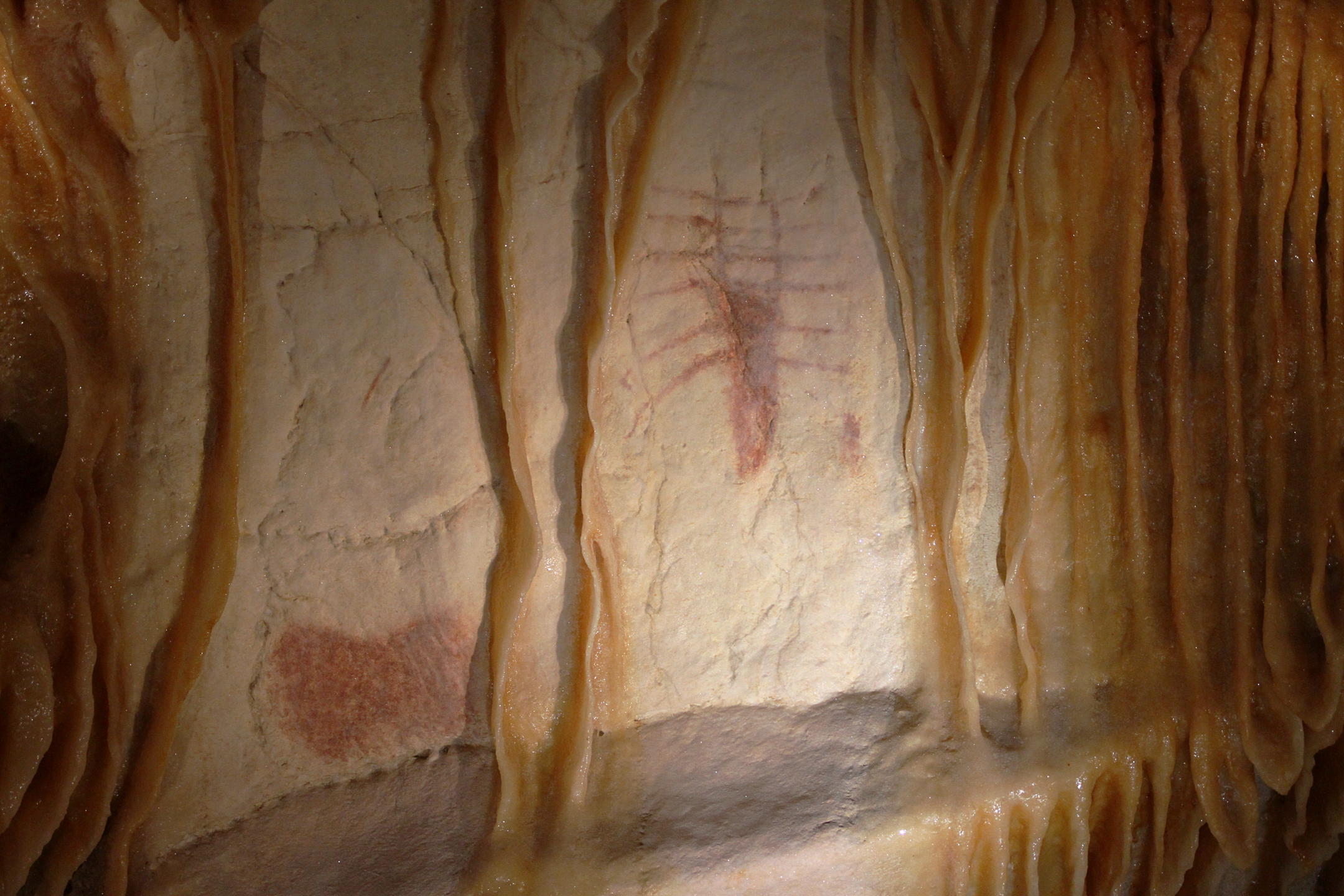
13 : Signes énigmatiques.
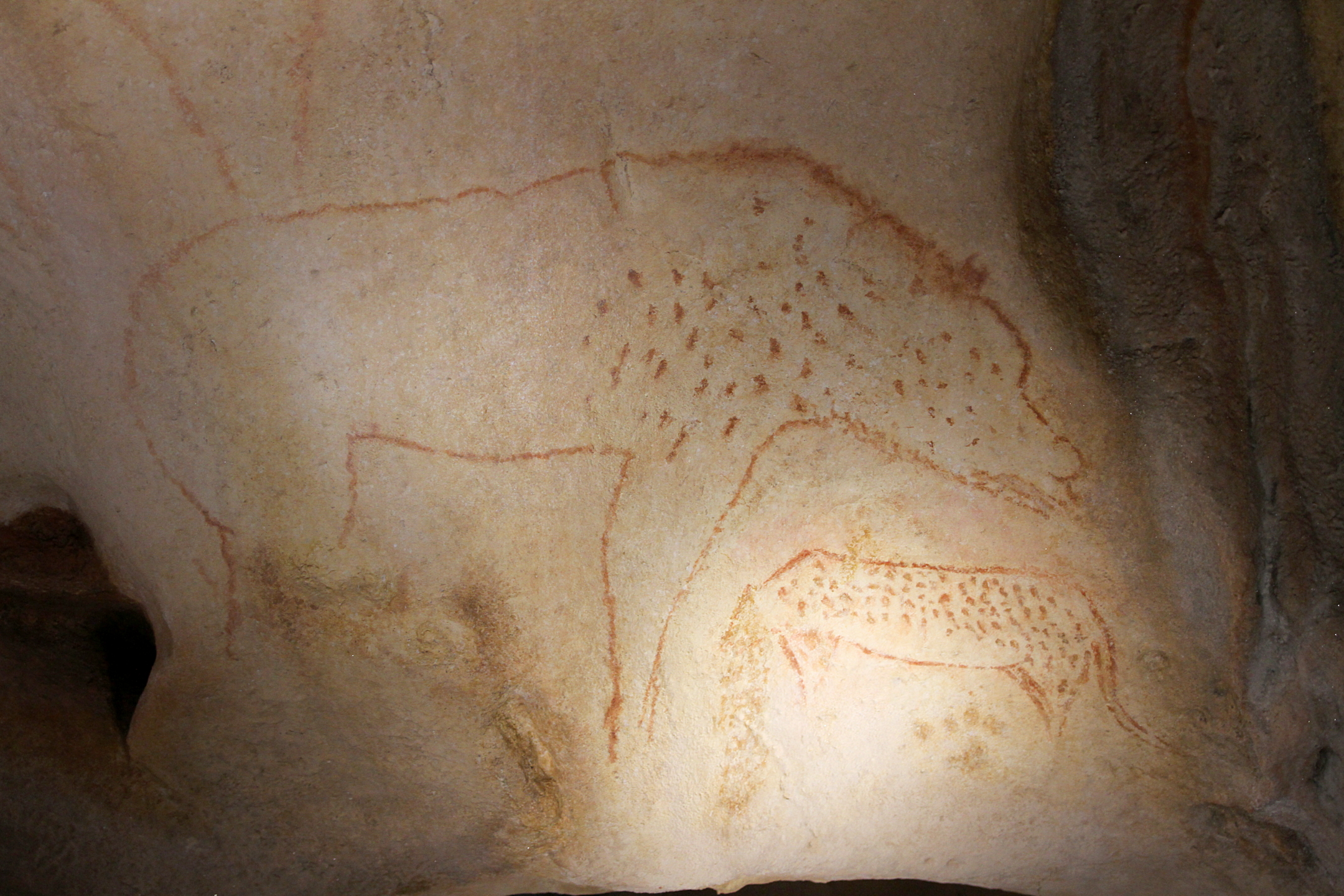
14 : Ours (d’après le front) et panthère (d’après la queue).
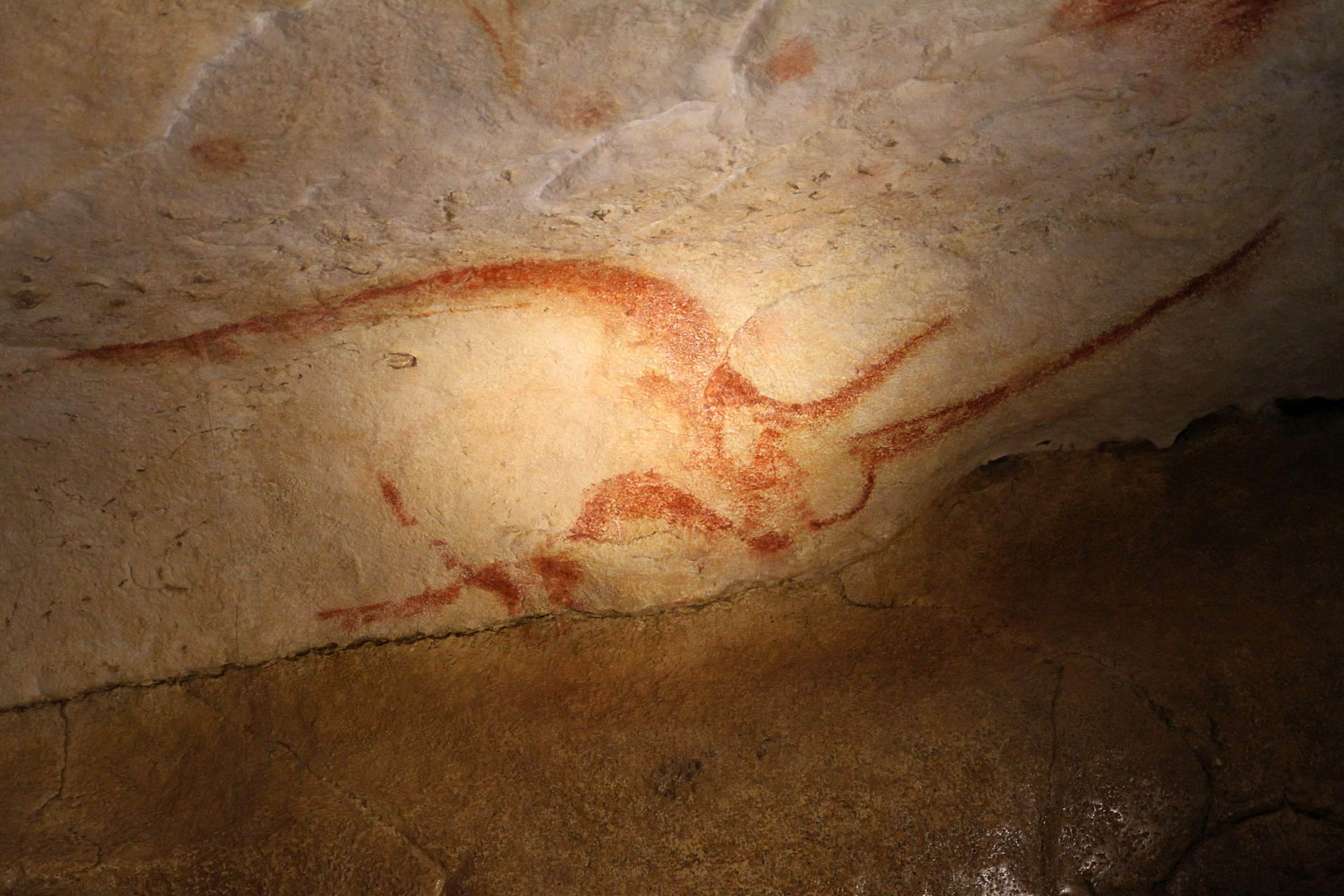
15 : Rhinocéros.

### La gravure au doigt (seconde partie de la caverne)
Les dessins quand on avance sur la passerelle de la caverne (autrement dit quand on pénètre plus profondément dans la grotte) sont désormais réalisés au charbon de bois. Une région à surface très tendre, dans la grotte, se prête à la gravure au doigt  (hibou, cheval, mammouths). Le hibou grand-duc, est tracé de dos avec la tête de face, aptitude particulière à regarder dans son dos que possède effectivement cet oiseau. Les artistes montrent une belle maîtrise de l’estompe au charbon de bois, tel ce cerf, qui a été dégradé par des traces de raclage, délibérément. 

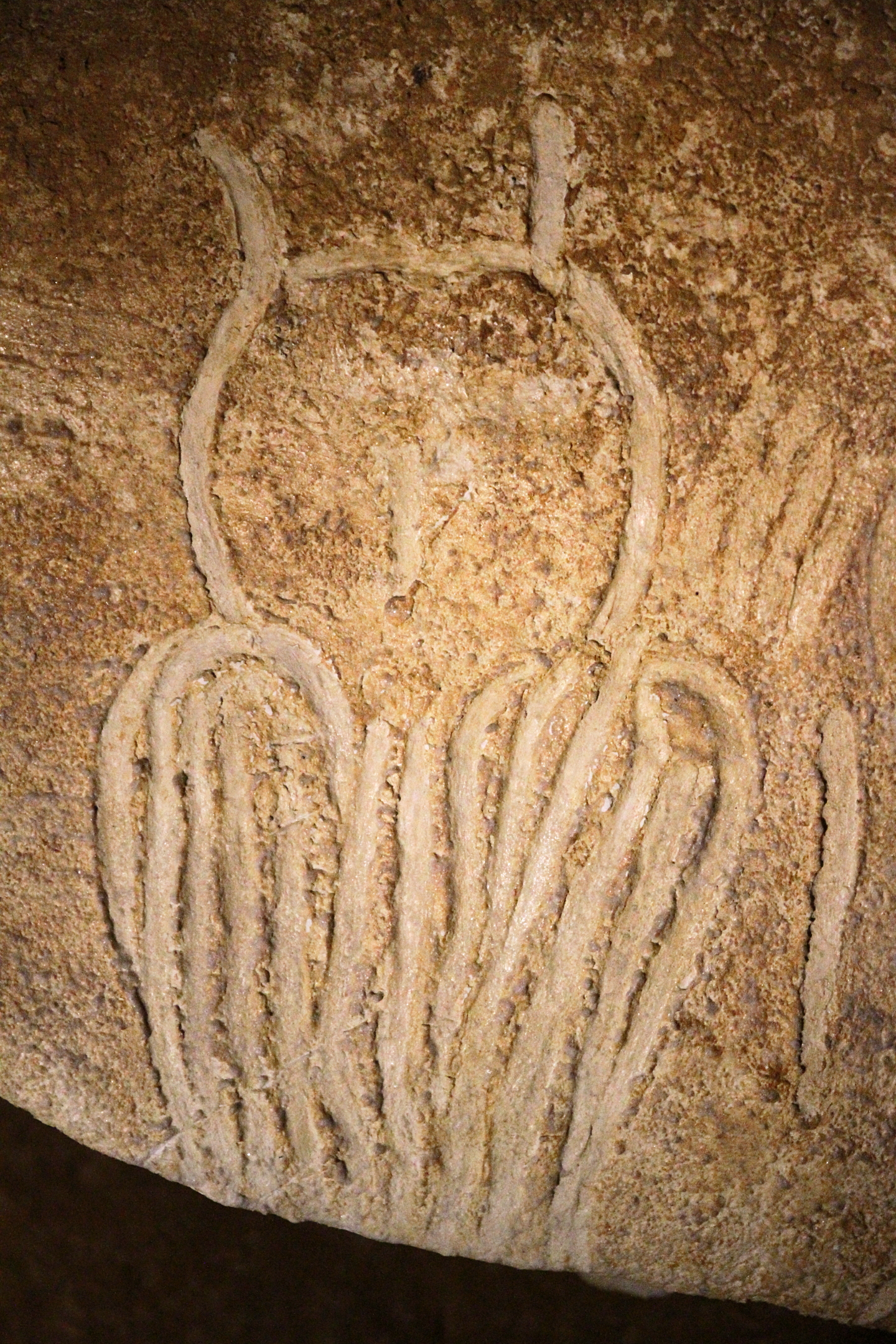
16 : Hibou. Gravure au doigt dans la paroi meuble.
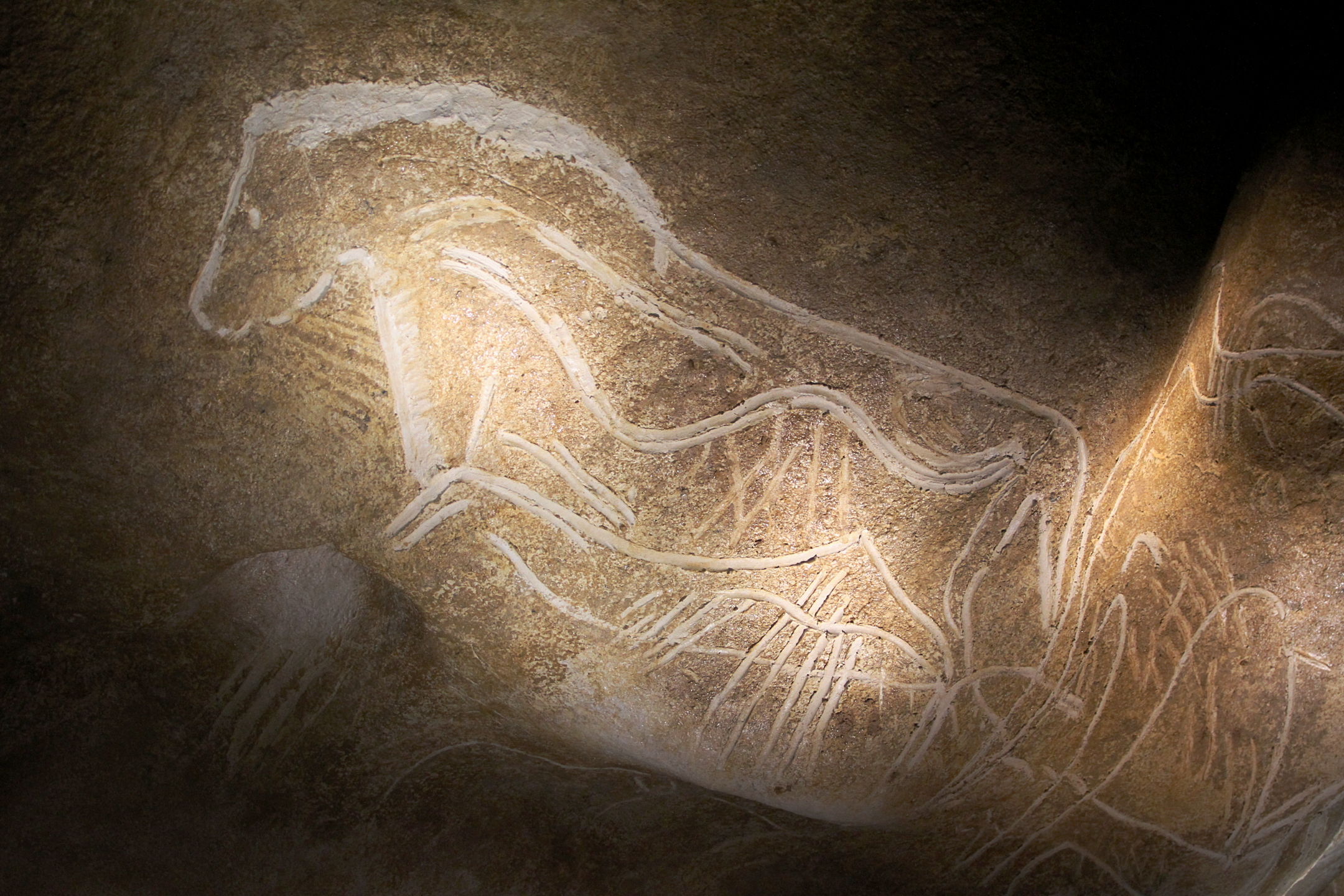
17 : Cheval gravé au doigt dans la paroi meuble.
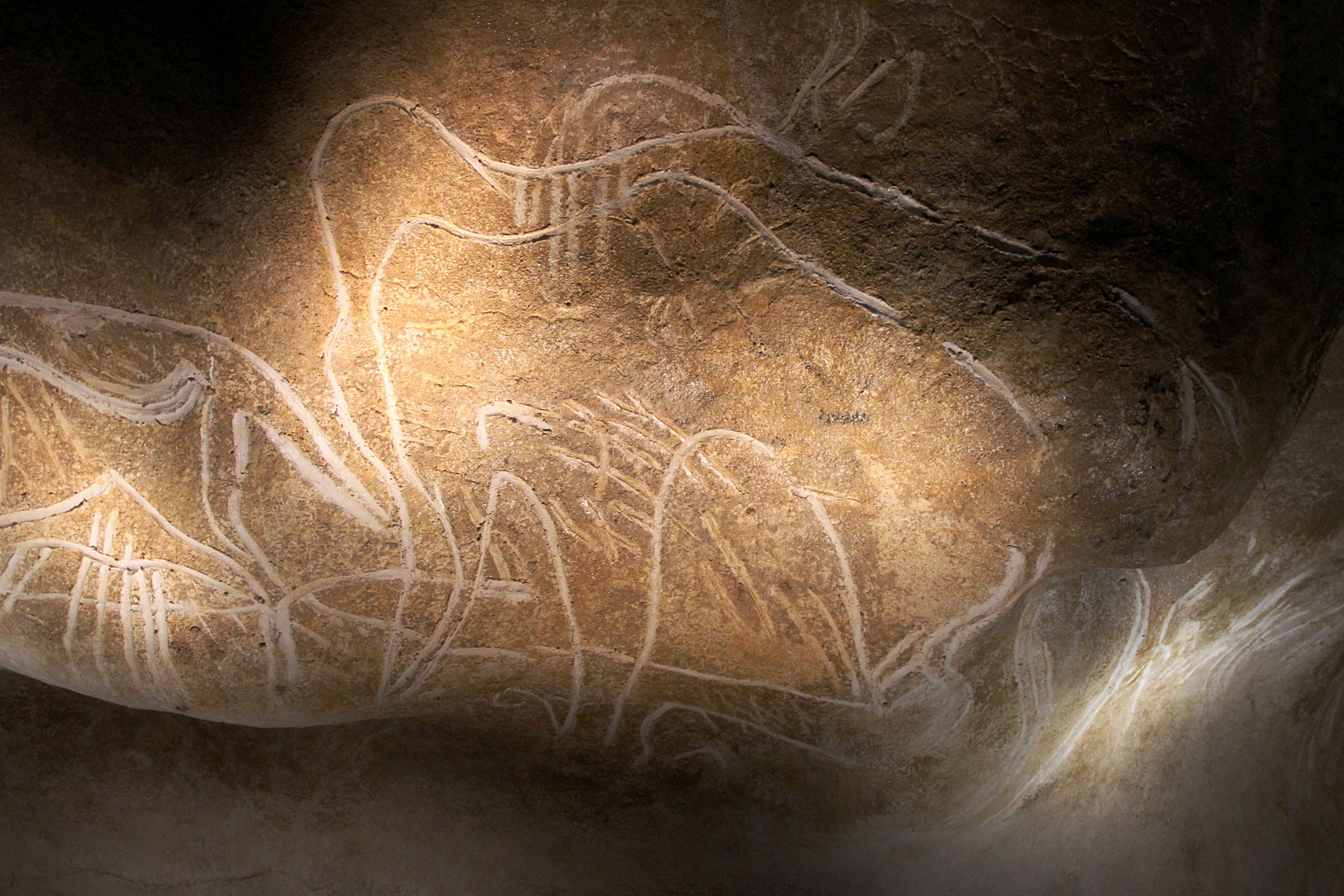
18 : Deux mammouths. Gravure au doigt dans la paroi meuble.

### Le panneau des chevaux (seconde partie de la caverne)
On arrive à l’extraordinaire panneau des chevaux. La technique combine de façon virtuose le trait et l’estompe au charbon de bois, le détourage précis au silex (museau du quatrième cheval), l’estompe blanche, la figuration du souffle du second cheval par des traits blancs au silex. Il faut noter que des outils de silex ont été retrouvés dans la grotte Chauvet. Les quatre chevaux ont chacun leur personnalité très marquée (voir les yeux et la bouche). La scène des rhinocéros affrontés est saisissante de violence. La construction est particulièrement remarquable : le quatrième cheval, sur lequel l’architecture focalise l’attention, a été réalisé en dernier, ce qui prouve que l’ensemble était pensé avant son exécution. On remarque enfin un couple de lions, le mâle devant, cou tendu vers l’arrière-train de la femelle, alors que celle-ci, l’arrière-train baissé, se dérobe en montrant les dents. À droite du panneau des chevaux se situe le panneau des rennes.

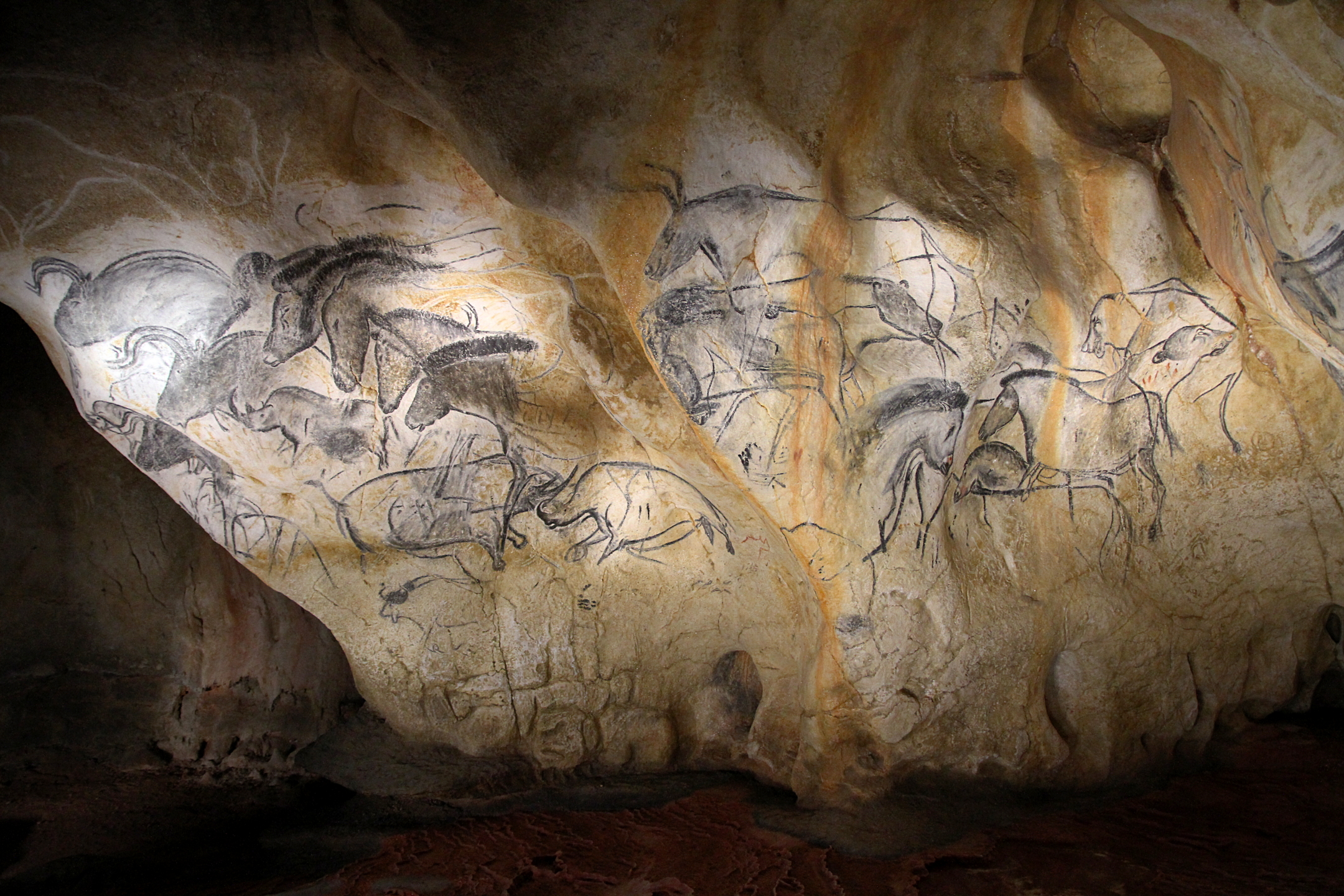
19 : Panneau des chevaux (vue d'ensemble). Trace d'écoulement d'eau au sol.
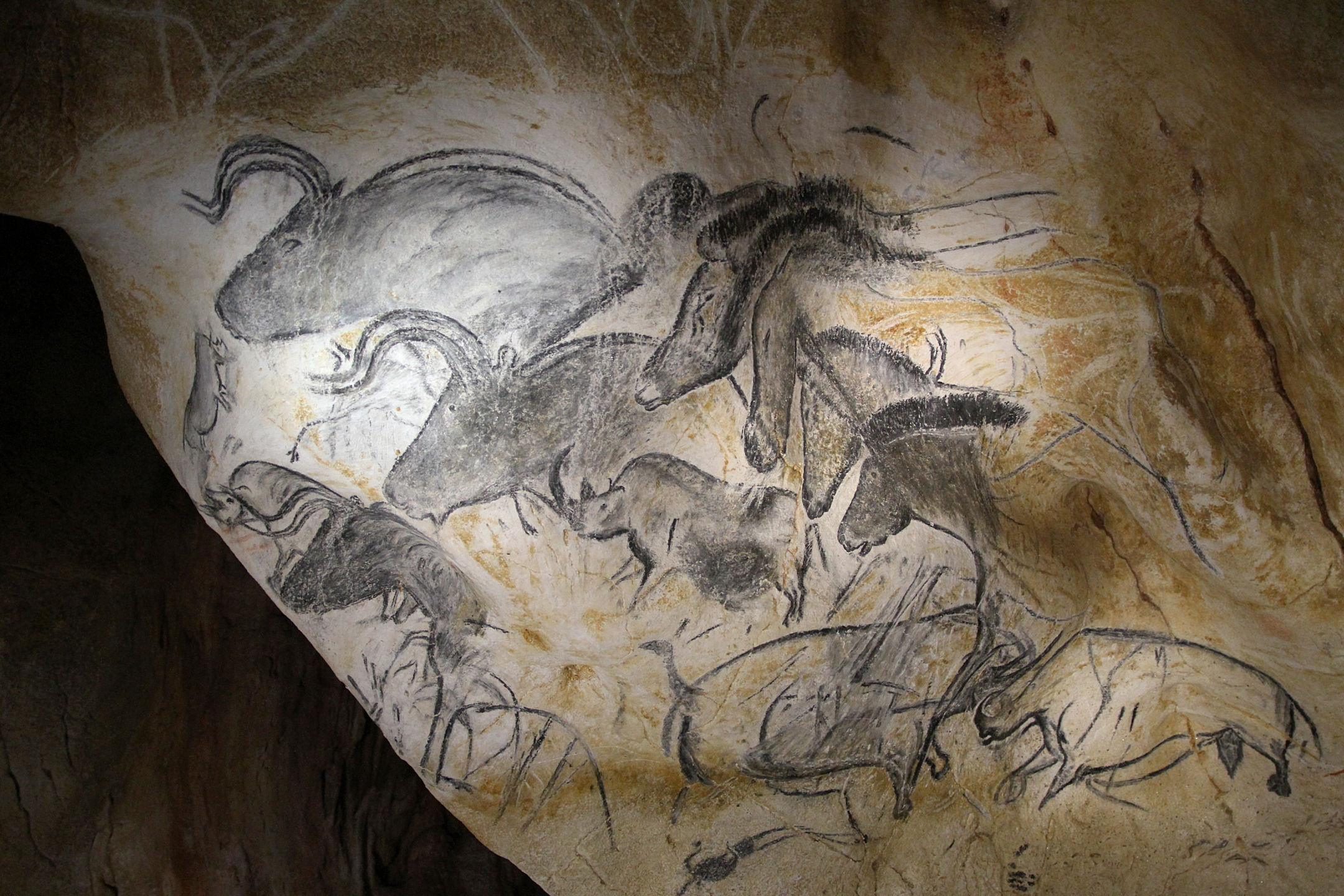
20 : Panneau des chevaux (partie gauche), bisons, rhinocéros affrontés.
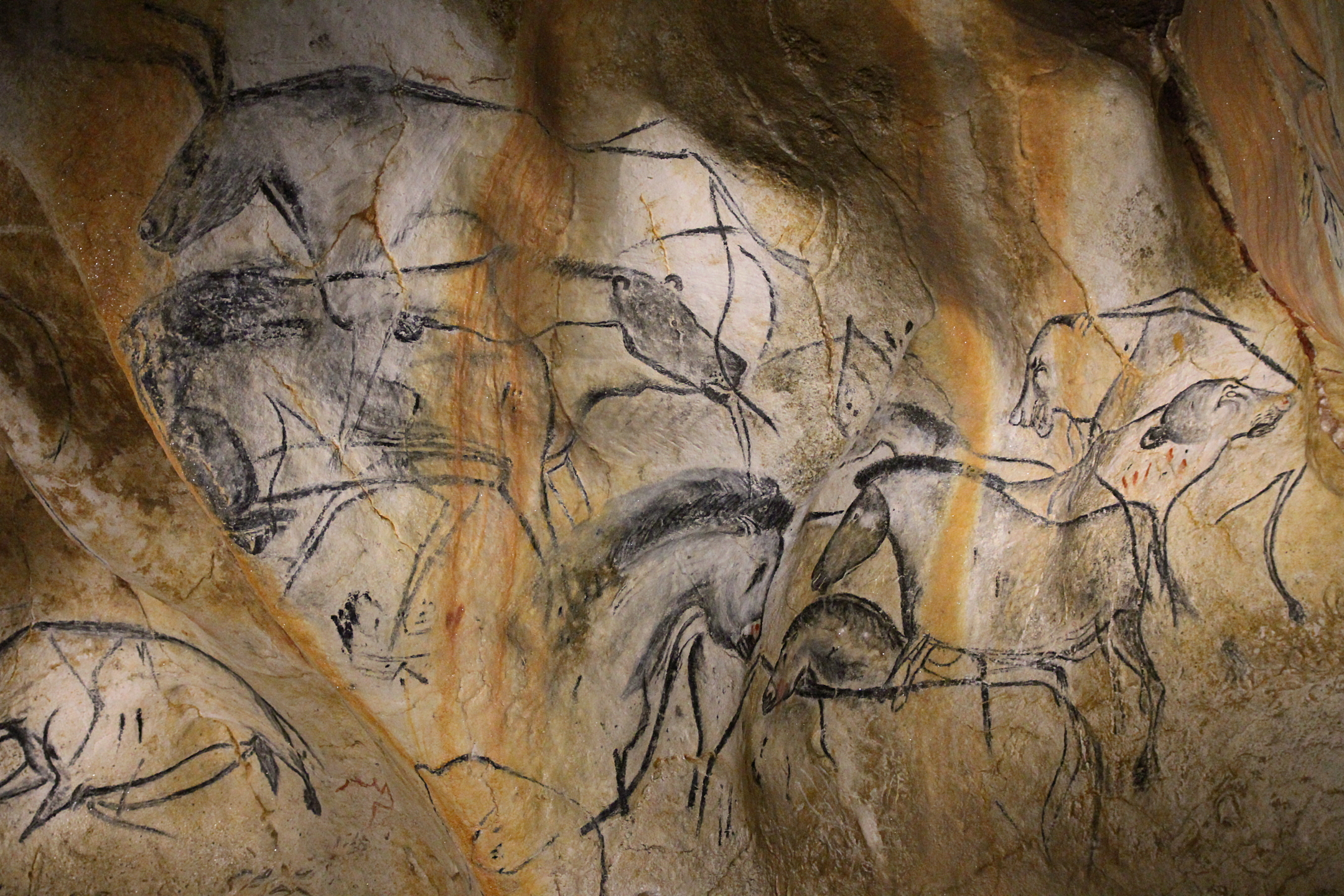
21 : Panneau des chevaux (partie droite).
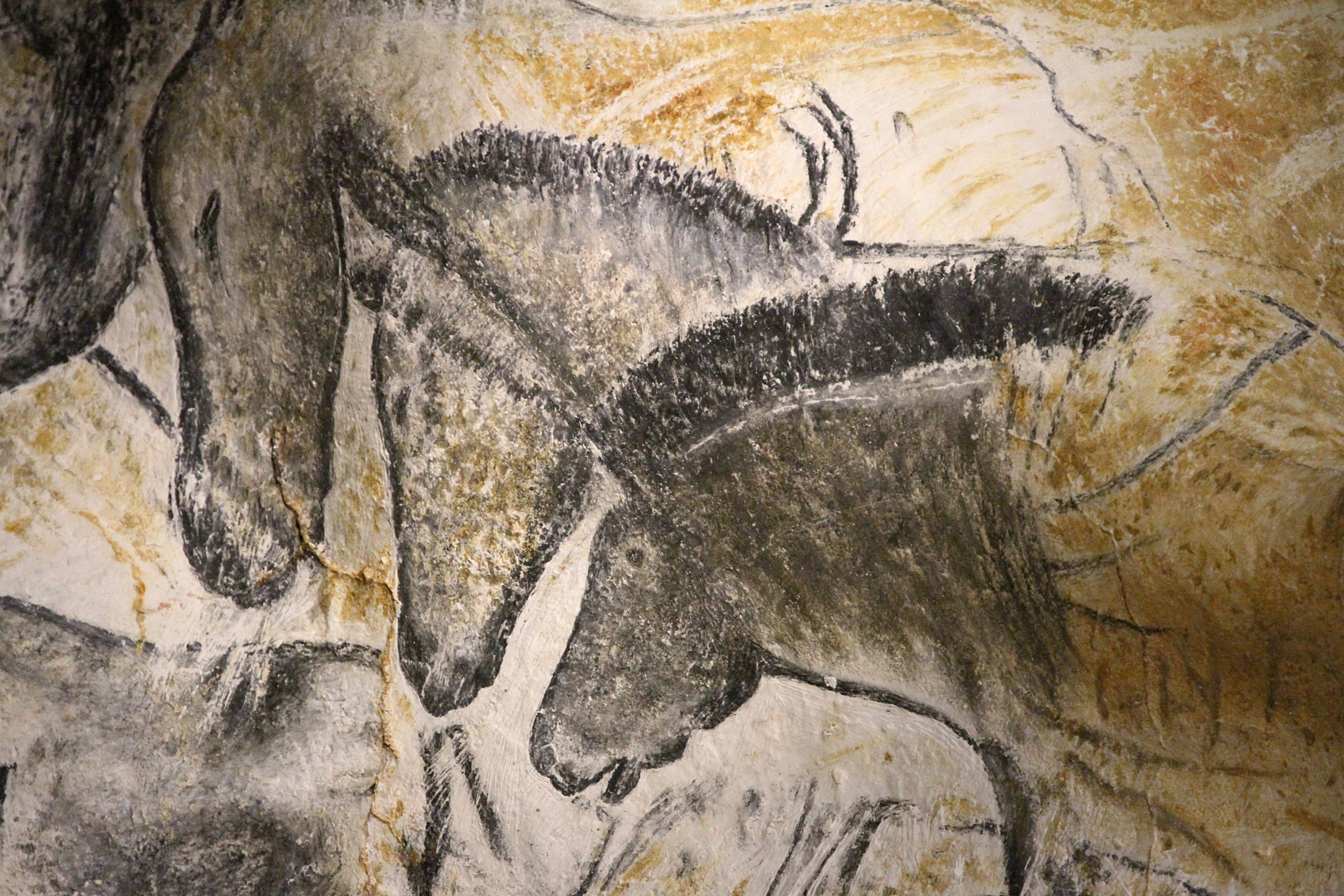
22 : Panneau des chevaux (détail).
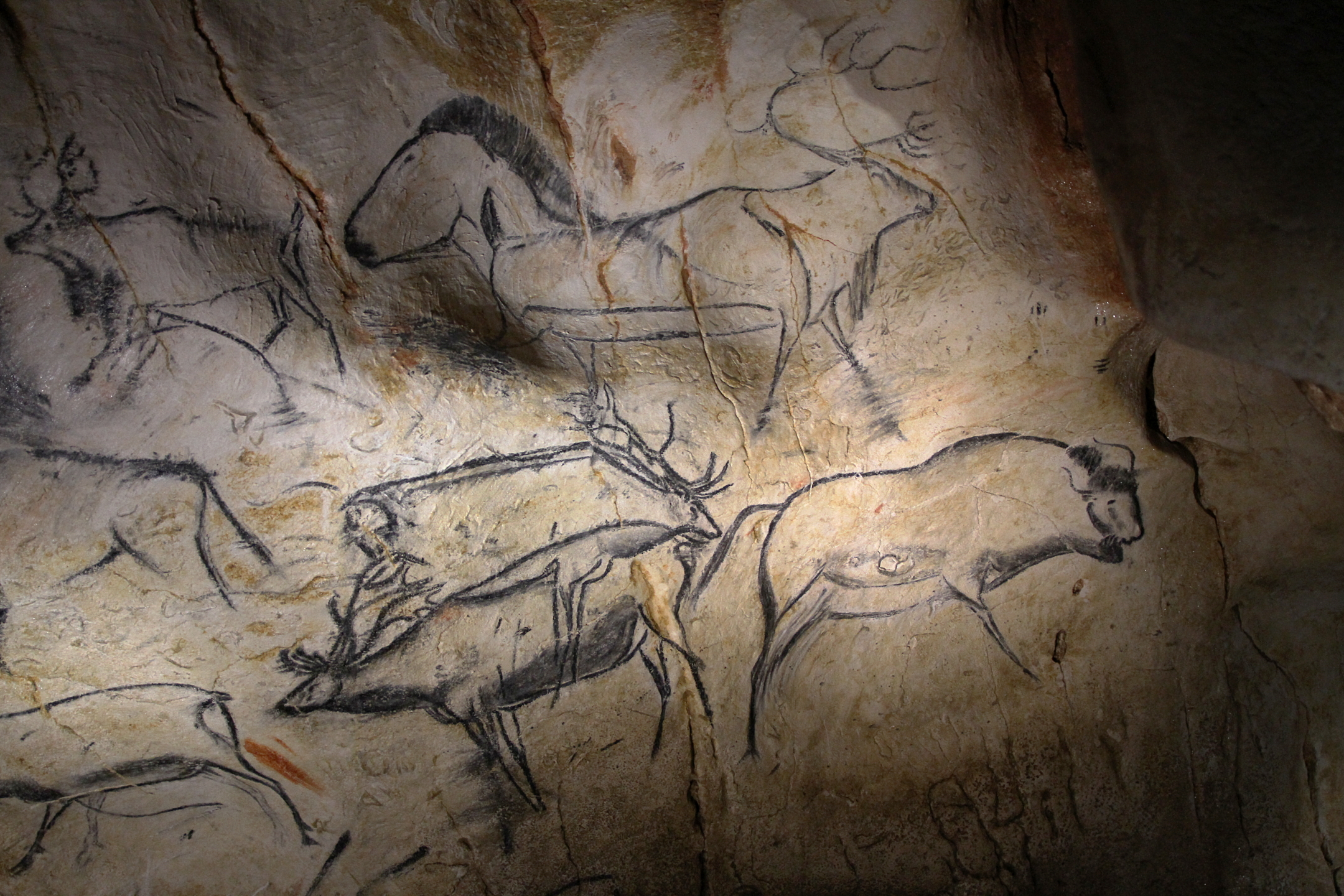
23 : Panneau des rennes, avec cheval et bison.

### Le panneau des lions (salle du fond)
Tout au fond de la caverne, comme dans la grotte Chauvet, on voit de loin le très long panneau des lions, gigantesque poursuite de bisons et de rhinocéros par des lions. La construction repose sur la mise en scène autour d’une niche au fond de laquelle apparaît un cheval. À gauche, précédés par des lions majestueux, les rhinocéros fuient, une démultiplication des cornes figurant leur précipitation. Tout autour de la niche, rhinocéros, bison et mammouth ont le regard braqué sur l’apparition du cheval, de même qu’un animal qui se retourne (au-dessus). Tout à droite, les lions ont les yeux fixés sur les bisons. Le troupeau des bisons éclate et une partie fuit vers l’avant, regardant vers le spectateur. La mise en scène de l’ensemble, cette grande chasse aux bisons par tout un groupe de lions où les mâles se sont joints aux femelles, évoque celles qu’on trouve dans le cinéma. Toutes les techniques du panneau des chevaux sont utilisées ici : trait et estompe au charbon de bois, détourage et raclage au silex, estompe en blanc. À droite de cet immense panneau des lions, on trouve encore quelques figurations remarquables, avec un grand bison, un rhinocéros auquel des traits rouges ont été postérieurement ajoutés (sans qu'on puisse dater cet ajout, figuration possible du sang coulant de la gueule), un couple de lions, la femelle se frottant contre le mâle. Mais le plus extraordinaire, c'est la figuration du triangle pubien et des jambes, surmonté par une figure de bison à l’œil protecteur, le corps puissant de la bête se terminant par une jambe tout humaine. Sans s’égarer dans le fruit d'une imagination sans preuves, on peut voir dans la peinture de ce "pendant" une figuration de la femme dans sa fécondité et de l’homme dans sa puissance protectrice,, thème que l’on retrouve chez Picasso dans ses figures du minotaure.

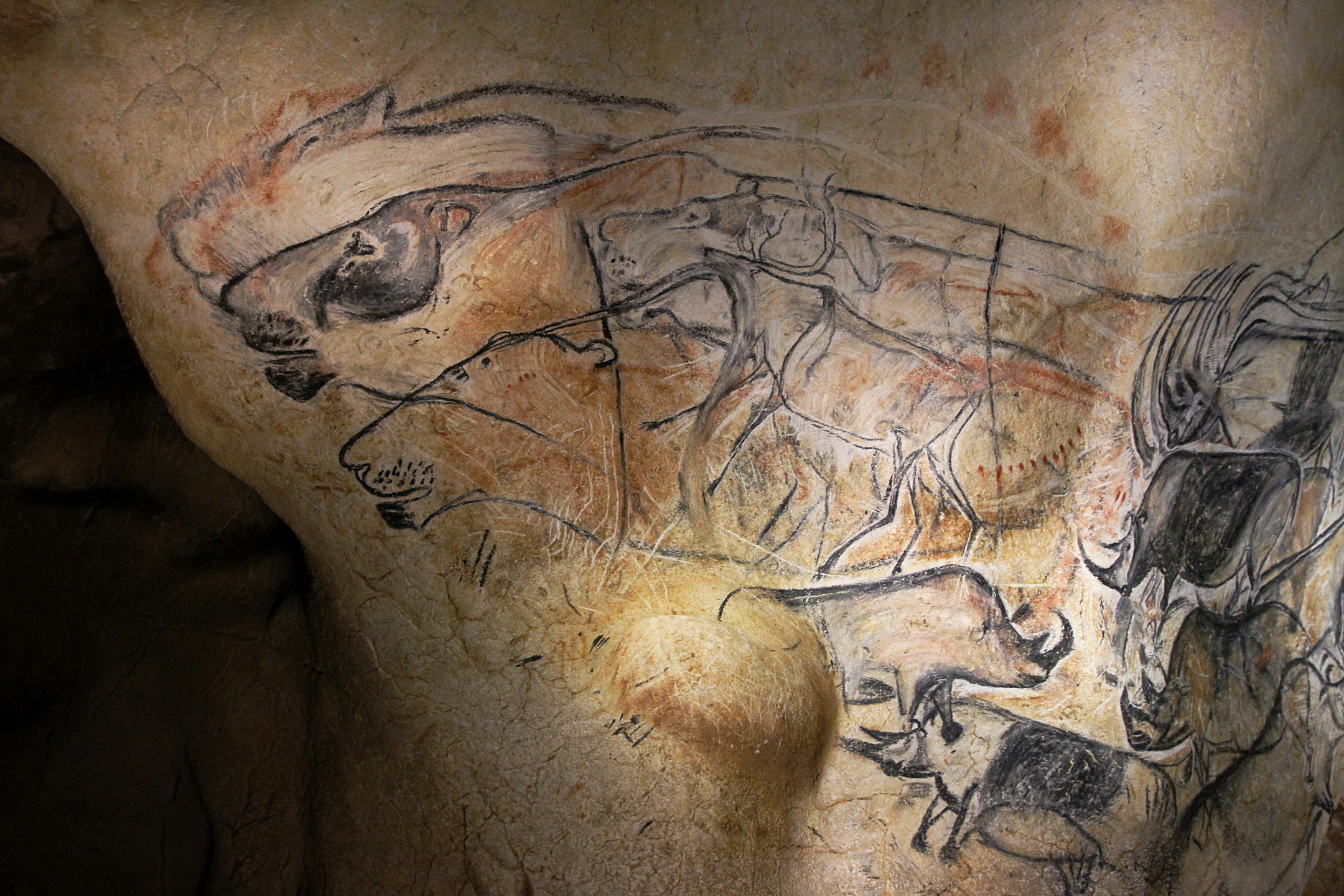
24 : Panneau des lions (partie gauche), rhinocéros en fuite.
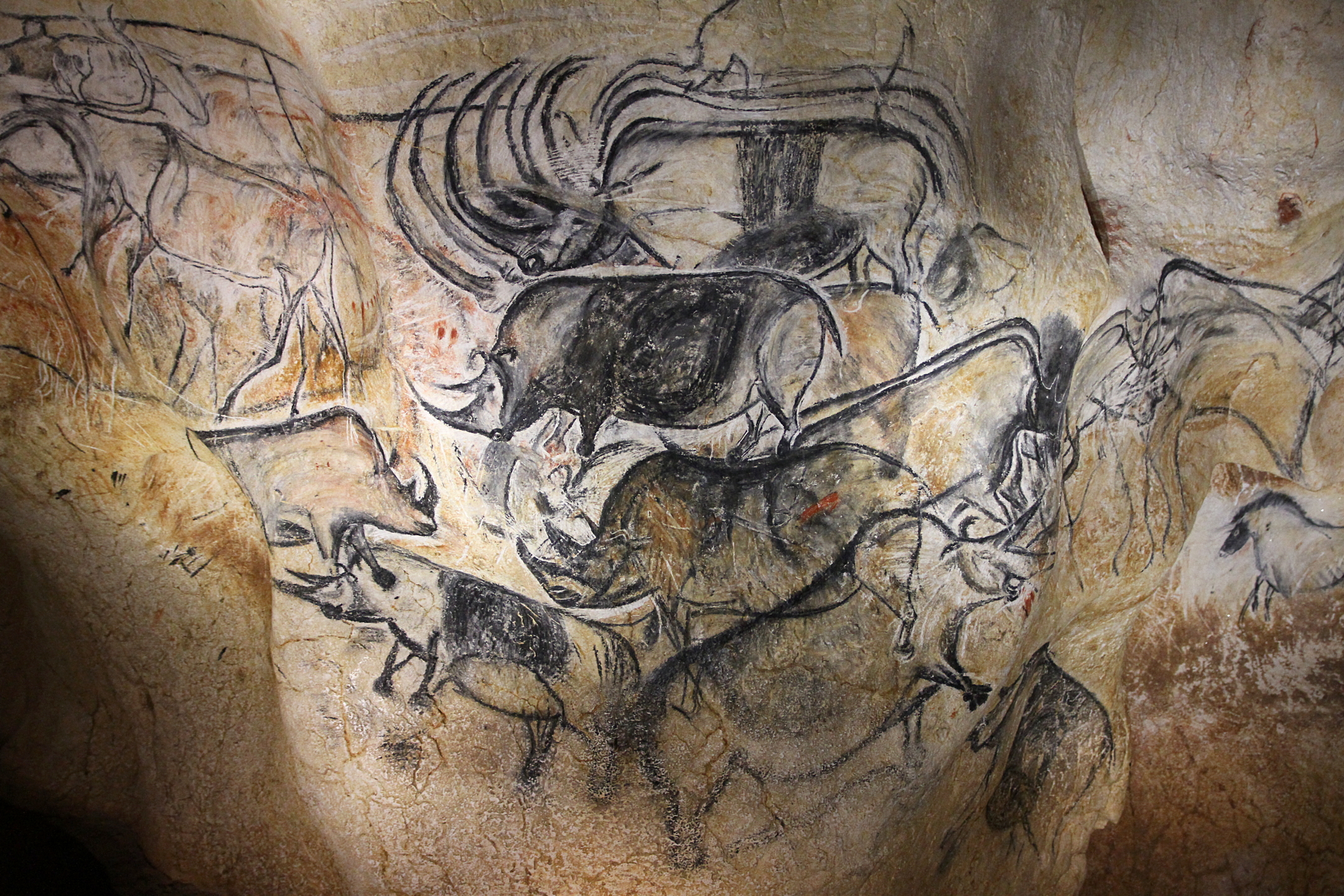
25 : Panneau des lions (centre gauche), rhinocéros en fuite (démultiplication des cornes).
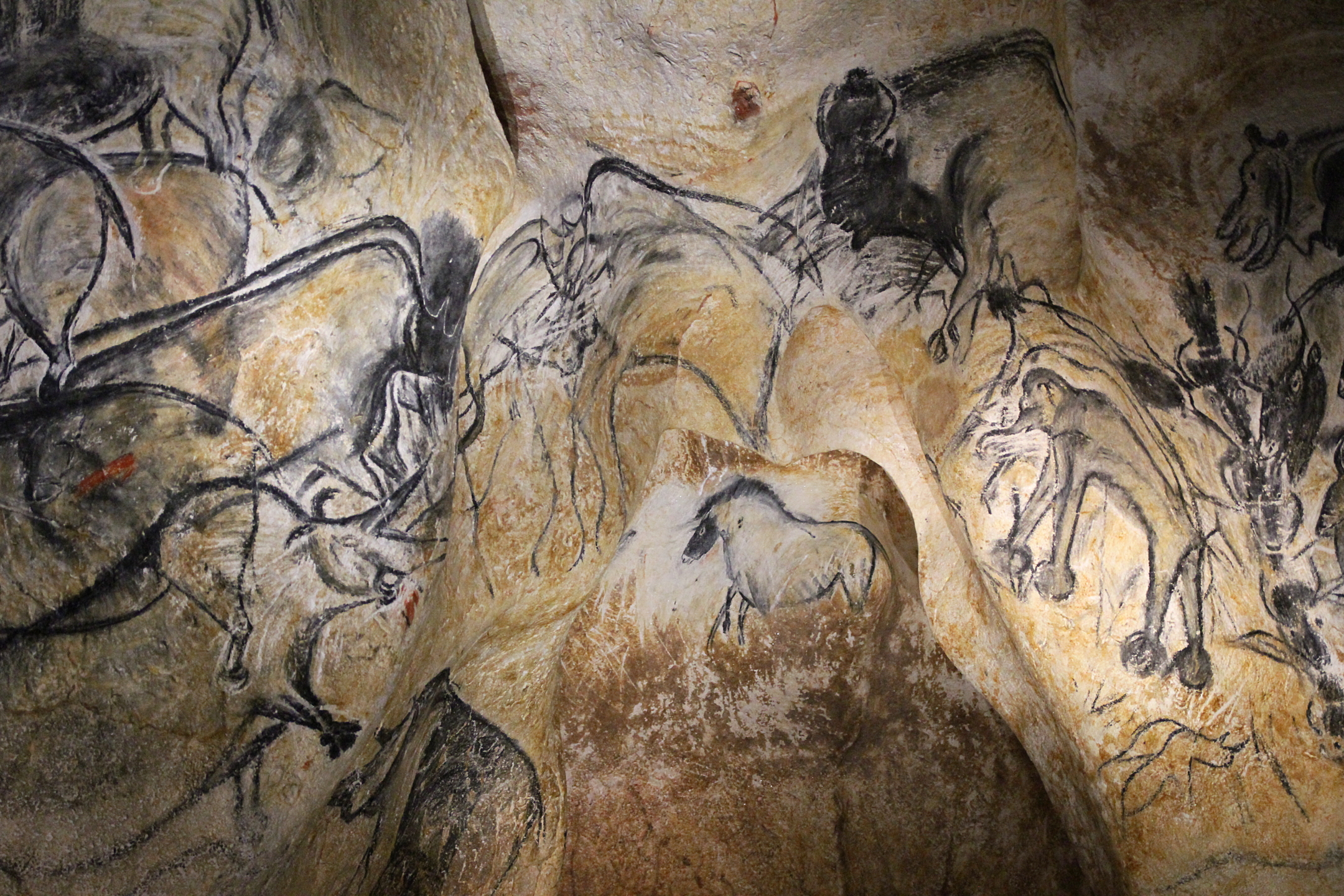
26 : Panneau des lions (centre droit), niche avec cheval, les animaux autour le regardent.
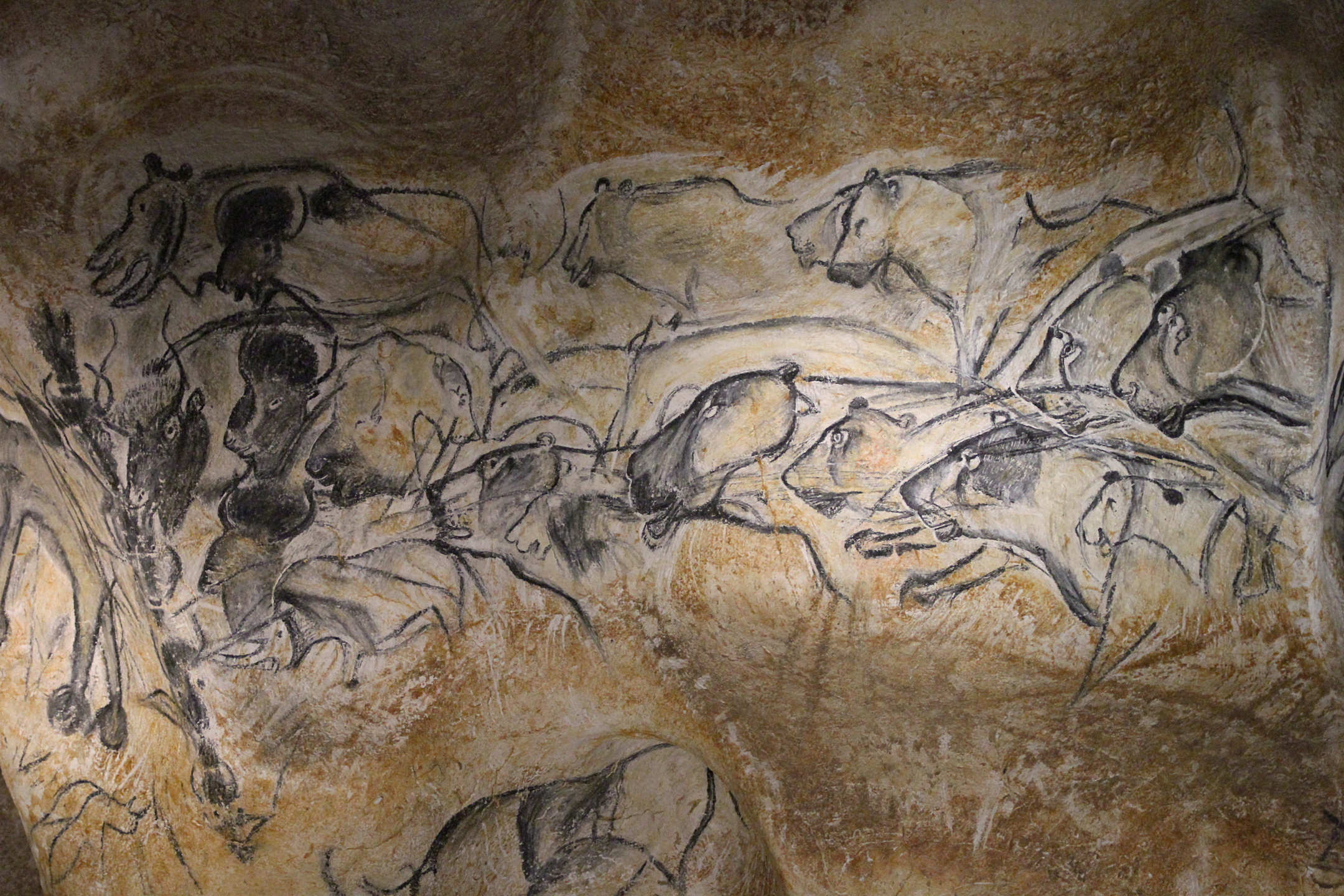
27 : Panneau des lions (partie droite), les lions regardent les bisons, les bisons regardent devant la paroi d’où ils s’échappent.
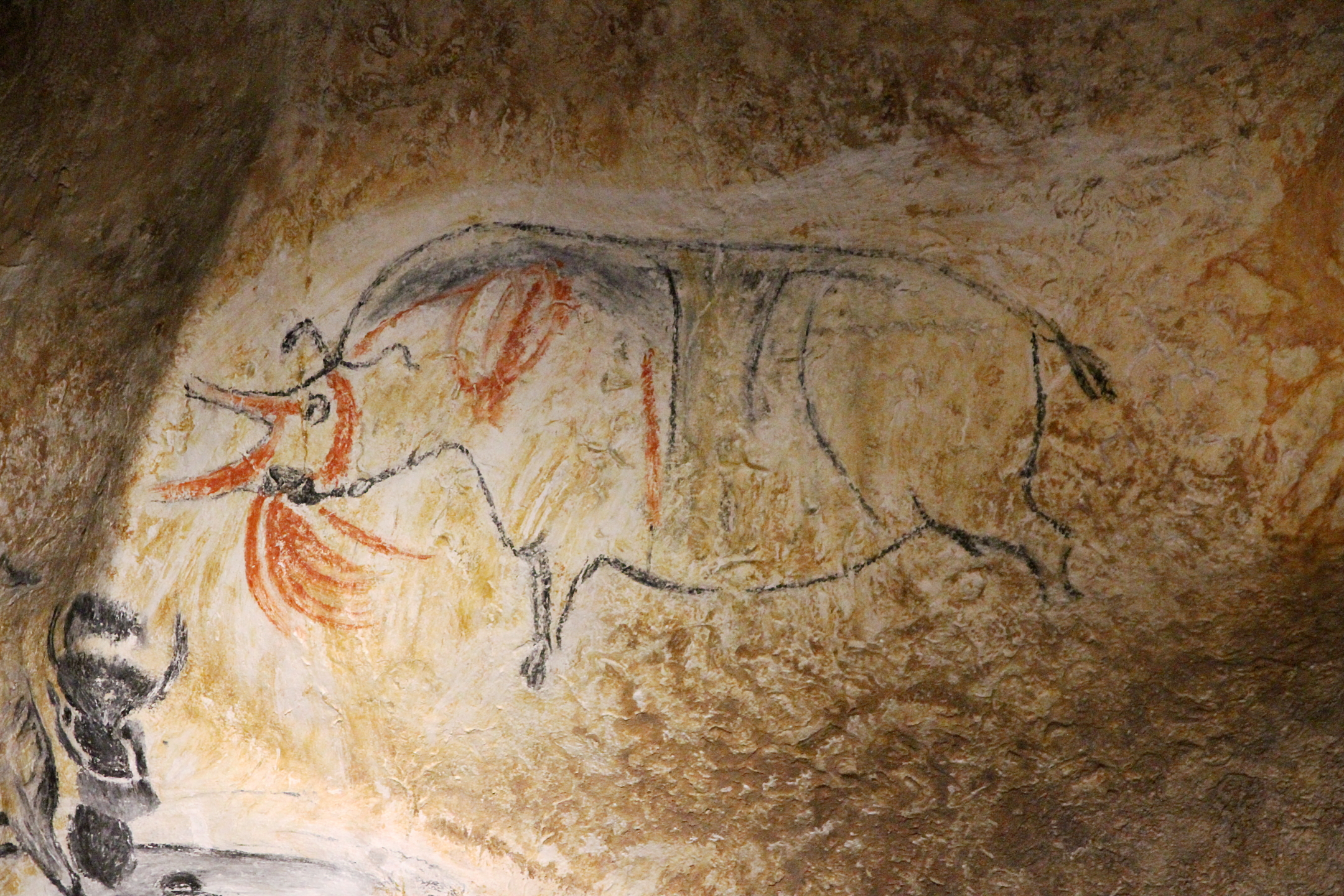
28 : Rhinocéros, ajouts de traits rouges.
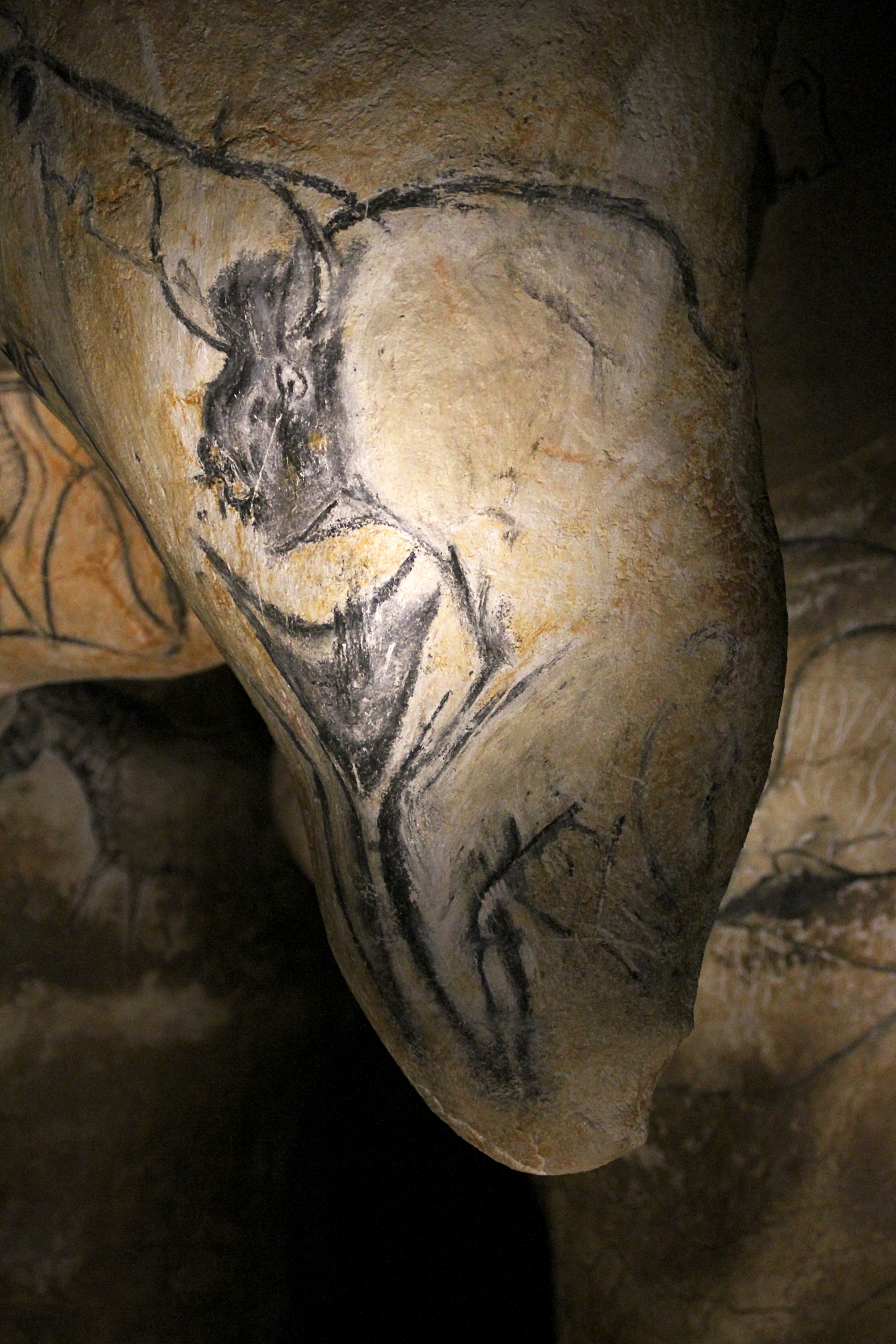
29 : Triangle pubien, tête de bison, jambe humaine.
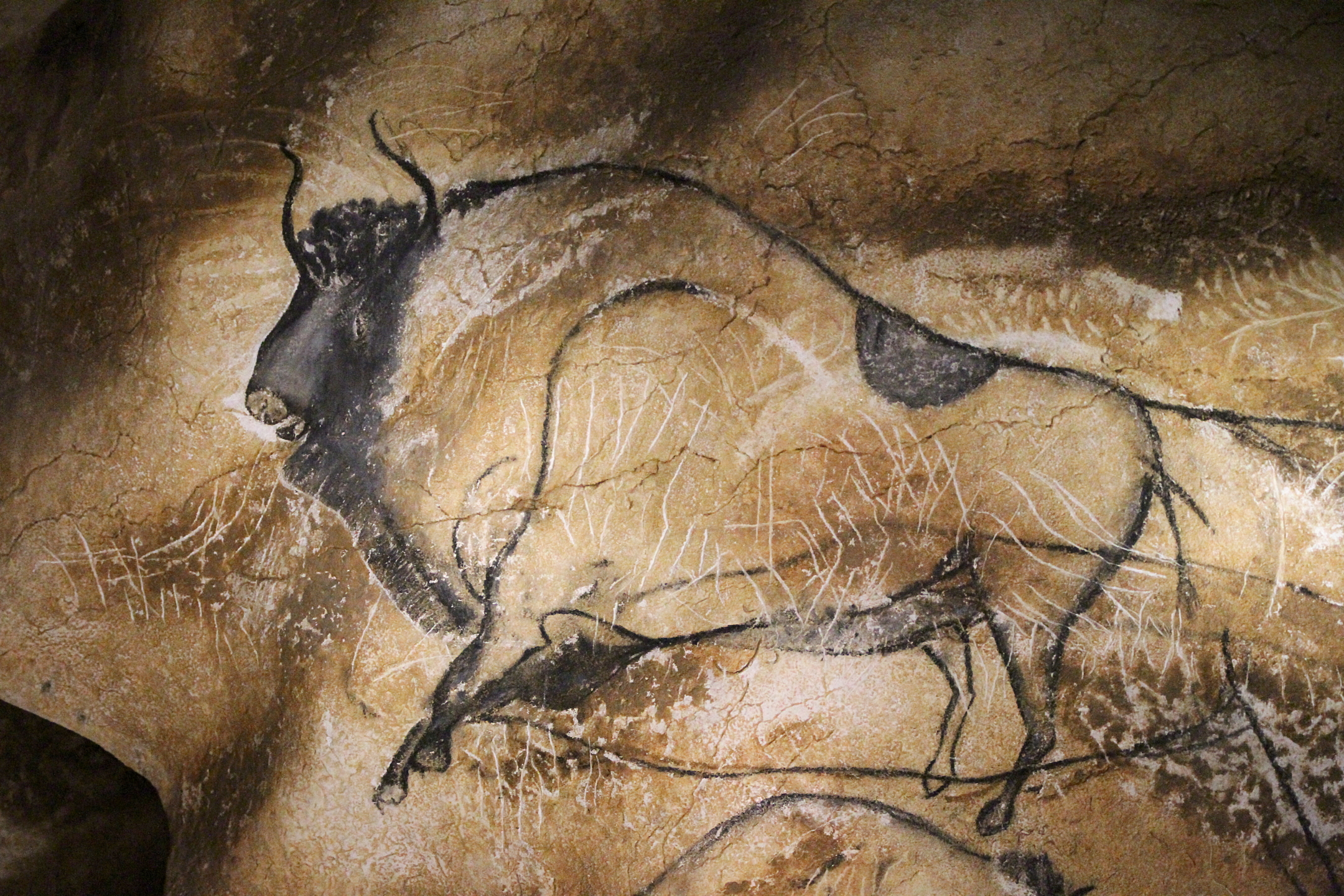
30 : Grand bison.

## Visite
Un groupe entre toutes les quatre minutes dans la caverne où un guide détaille les œuvres à découvrir sur un parcours d'une dizaine de « stations » réalisé en cinquante minutes. Les conditions de la visite sont bien meilleures hors saison : avec la réduction de la taille des groupes et la présence d'un seul groupe à la fois dans la caverne, il devient possible d'avoir du temps supplémentaire pour admirer certains détails, de sentir le silence de la caverne et d'apprécier pleinement la magie de la réalisation. Des visites libres ont lieu régulièrement pendant les vacances scolaires afin de laisser les visiteurs prendre leur temps d'admirer les œuvres.
La Galerie de l'Aurignacien, centre de découverte complémentaire de l’immersion dans la Caverne, est un parcours muséographique en accès libre pour découvrir la période préhistorique des dessinateurs de la grotte Chauvet. 

Reconstitutions dans la galerie de l'Aurignacien d'homo sapiens et d'animaux vivants à l'époque d'occupation de la grotte Chauvet
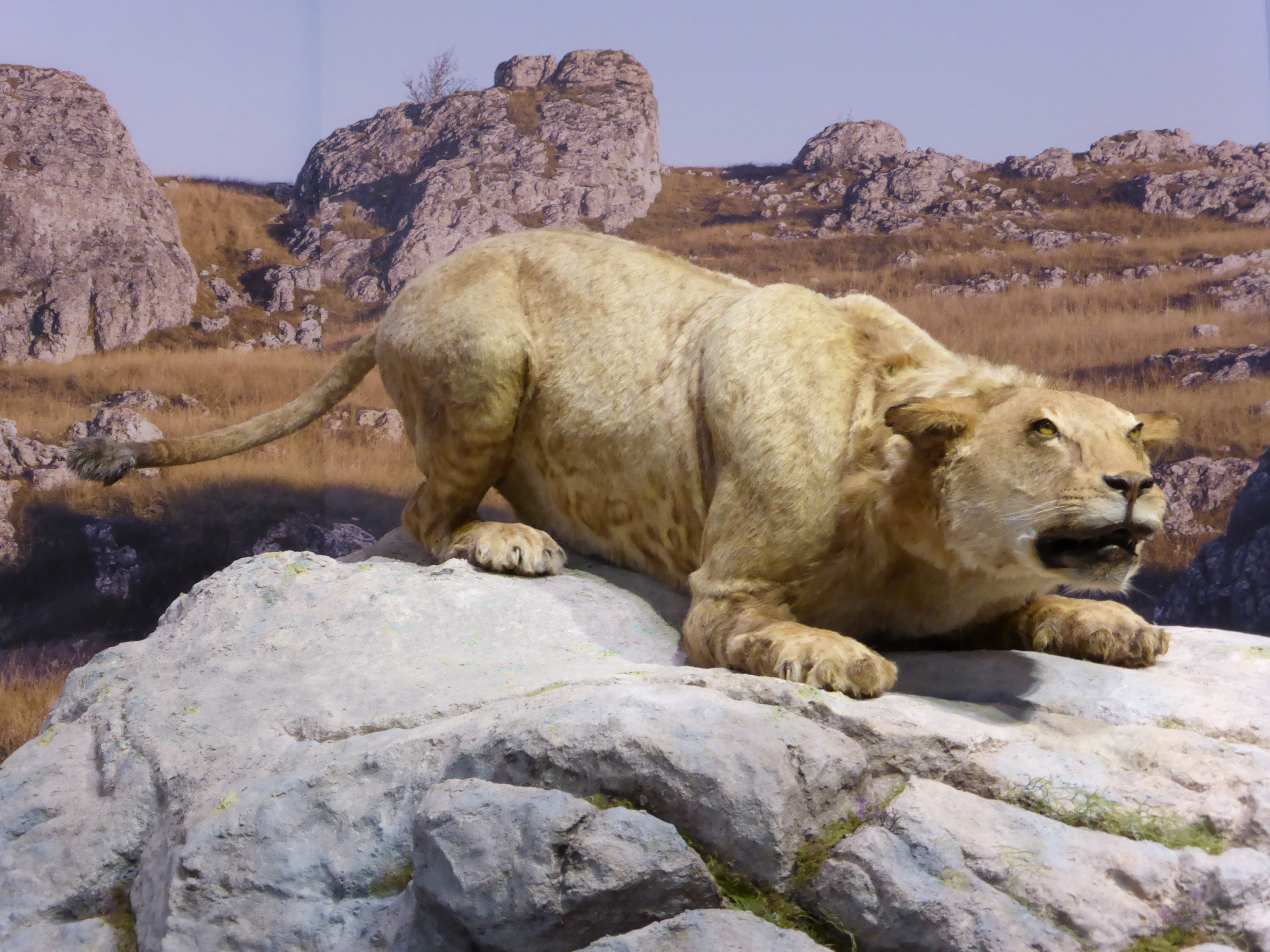
Lion des cavernes
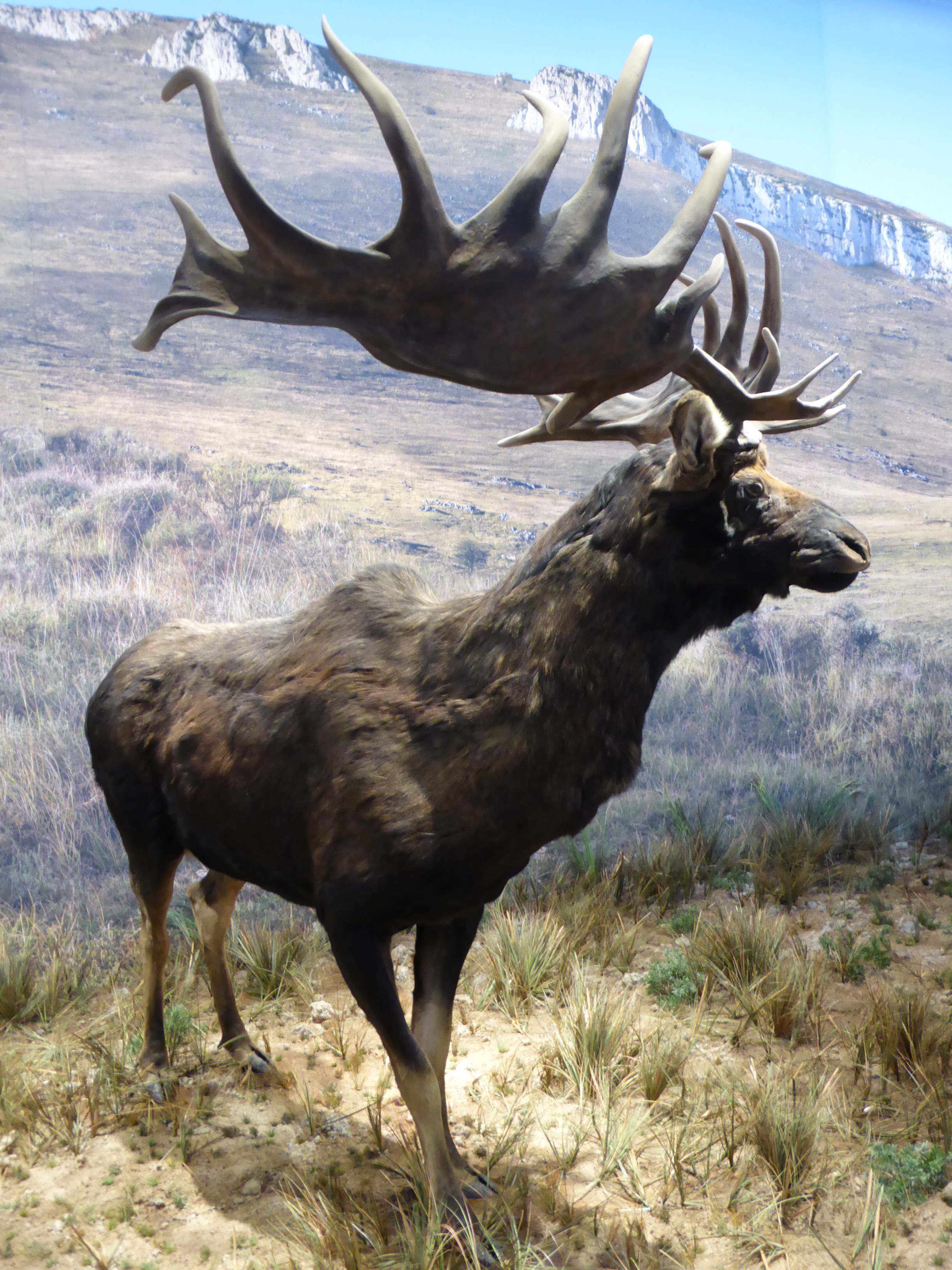
Mégacéros
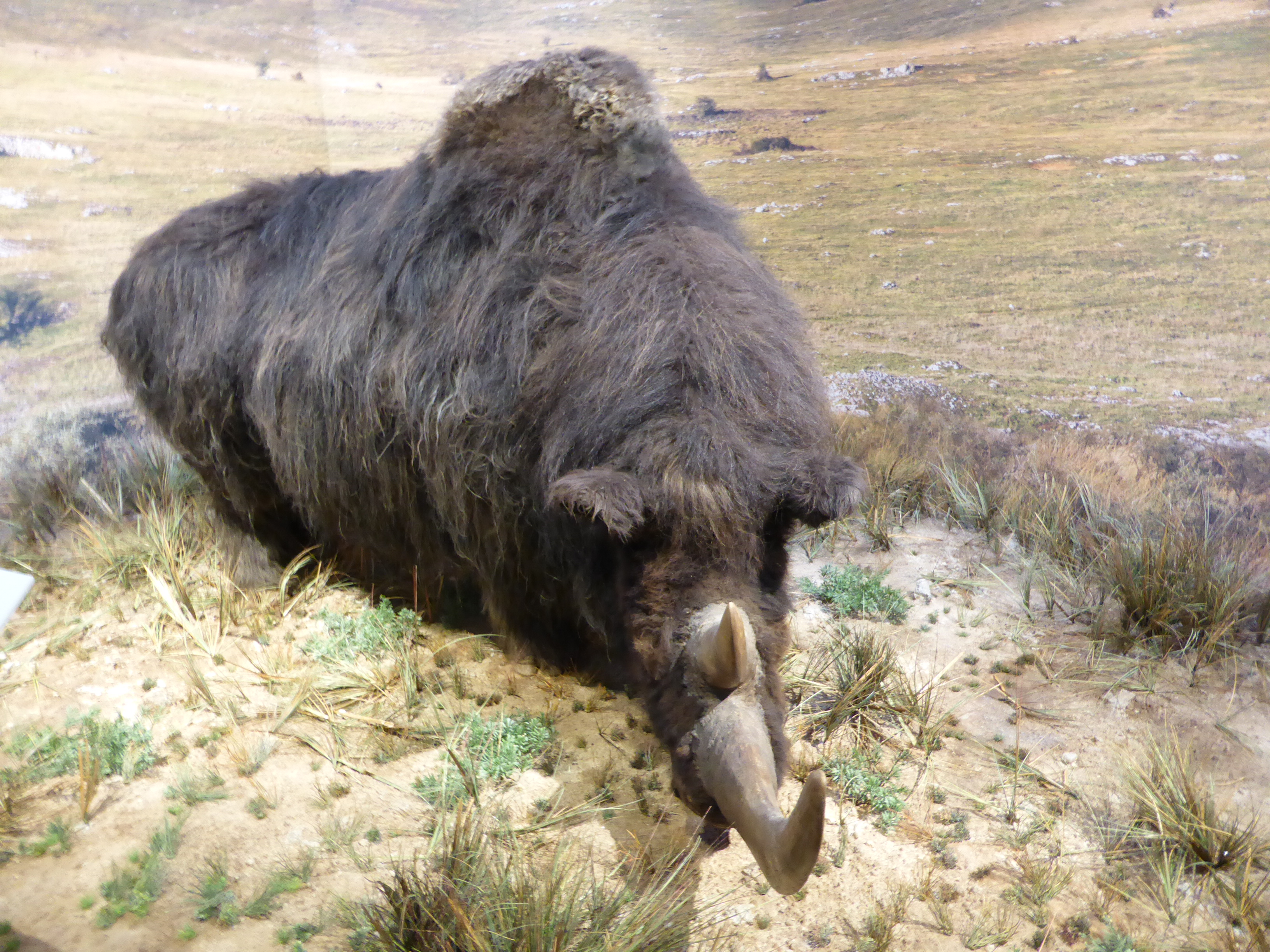
Rhinocéros laineux
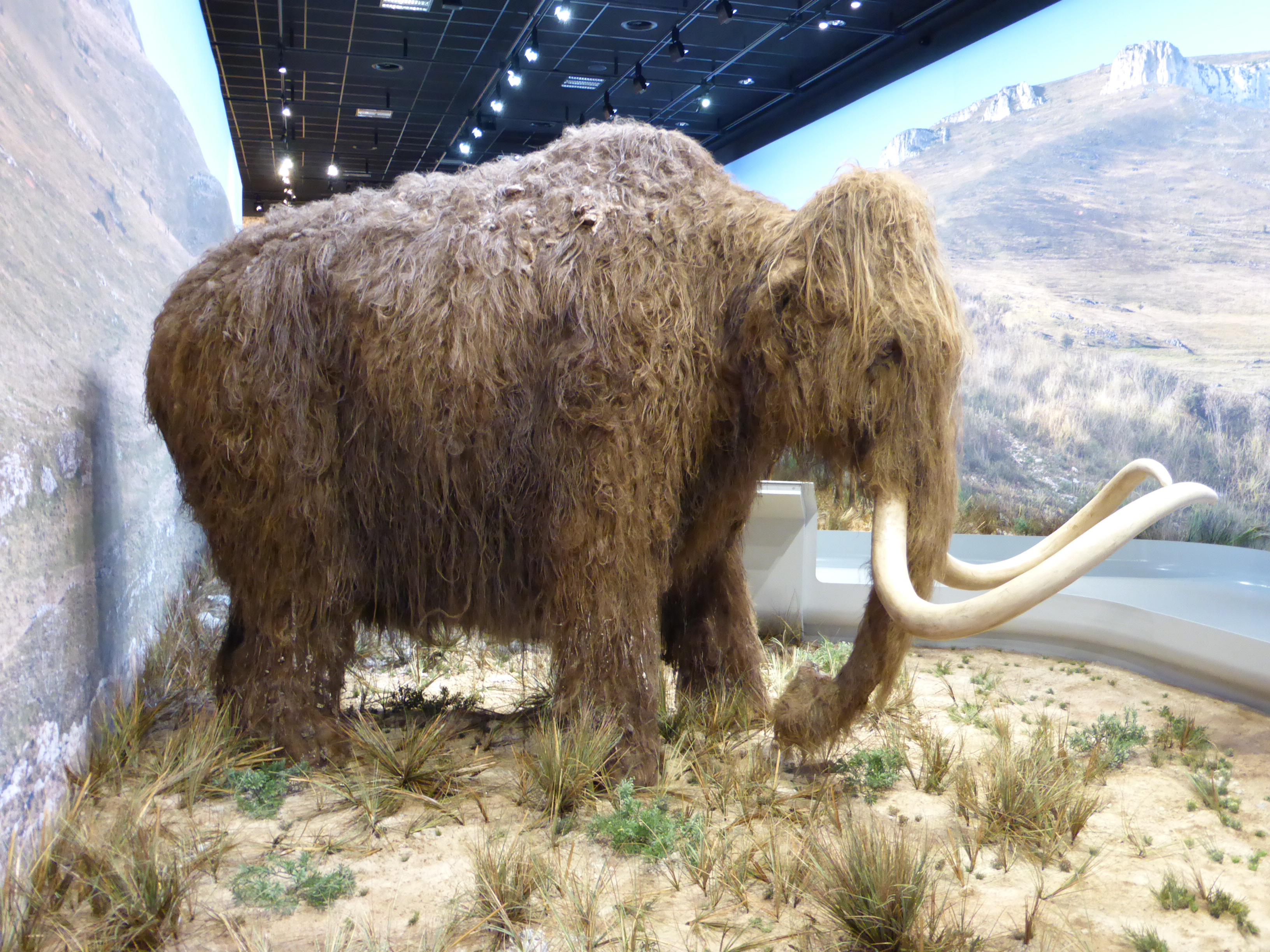
Mammouth

### Filmographie
- 2015 : Les génies de la grotte Chauvet. Le documentaire de Christian Tran montre le travail de restitution à la caverne du Pont-d'Arc.